# فهرست فرمانروایان ایران
این فهرست شامل تمامی فرمانروایانی است که بر اساس منابع تاریخی بر سراسر یا بخشی از سرزمین ایران حکمرانی کرده‌اند. این فهرست بدون توجه به اصالت تاریخی، دولت ملی، دین، قومیت، زبان و ویژگی‌های فرهنگی و سیاسی هر دوره تنظیم شده است.
نخستین امپراتوری ایرانی معمولاً ماد (حدود ۷۲۷–۵۵۰ پیش از میلاد) یا شاهنشاهی هخامنشی (۵۵۰–۳۳۰ پیش از میلاد) محسوب می‌شود. پس از فتح امپراتوری هخامنشی توسط اسکندر (۳۳۴–۳۳۰ پیش از میلاد)، بخش بزرگی از ایران به مدت دو قرن تحت سلطه حکومت‌های هلنیستی، به ویژه امپراتوری سلوکی (۳۰۵–۱۲۹ پیش از میلاد) قرار گرفت. حکومت بومی ایرانی با گسترش شاهنشاهی اشکانی (۲۴۷ پیش از میلاد–۲۲۴ میلادی) دوباره احیا شد. اشکانیان جای خود را به شاهنشاهی ساسانی (۲۲۴–۶۵۱ میلادی) دادند، که تا زمان حمله مسلمانان (۶۳۳–۶۵۱ میلادی) بر این سرزمین حکومت کردند.
در دوران قرون وسطی، ایران میان حکومت‌های بزرگ خارجی و پادشاهی‌های کوچک‌تر تقسیم می‌شد. بخش عمدهٔ سرزمین‌های ساسانی ابتدا به خلافت راشدین (۶۳۳–۶۶۱ میلادی)، سپس خلافت اموی (۶۶۱–۷۵۰ میلادی) و خلافت عباسی (۷۵۰–۱۲۵۸ میلادی) پیوستند. کاهش اقتدار خلفا منجر به پدید آمدن دوره‌ای به نام میان‌پرده ایرانی شد، که در آن فرماندهان ایرانی سلسله‌ها و پادشاهی‌های مستقل خود را بنیان نهادند و برخی از آن‌ها نمادها و ایدئولوژی سلطنتی ساسانیان را احیا کردند. در قرن یازدهم، ایران توسط امپراتوری سلجوقی ترک‌تبار اما دارای فرهنگ ایرانی (۱۰۳۸–۱۱۹۴ میلادی) فتح شد. پس از آن، فتوحات دیگری توسط فرمانروایان ترک‌تبار و مغول ایرانی‌مآب، از جمله خوارزمشاهیان (۱۰۷۷–۱۲۲۰ میلادی)، مغول (۱۲۲۰–۱۲۵۹ میلادی) و تیموریان (۱۳۷۰–۱۴۵۸ میلادی) انجام گرفت.
وحدت سیاسی ایرانیان در سال ۱۵۰۱ میلادی با پایه‌گذاری امپراتوری صفوی (۱۵۰۱–۱۷۲۲ میلادی) احیا شد. سقوط صفویان به دوره‌ای از آشفتگی منجر شد، که طی آن حکومت میان شاهزادگان صفوی و دودمان افغان‌تبار هوتکی (۱۷۲۲–۱۷۲۹ میلادی) دست‌به‌دست شد. نادرشاه با تأسیس امپراتوری افشار (۱۷۳۶–۱۷۹۶ میلادی) این دوران را پایان داد، اما پس از ترور او در ۱۷۴۷ میلادی، افشاریان با دودمان زند (۱۷۵۱–۱۷۹۴ میلادی) تحت رهبری کریم‌خان زند و جانشینانش رقابت کردند. ایران با به قدرت رسیدن دودمان قاجار (۱۷۸۹–۱۹۲۵ میلادی) بار دیگر یکپارچه شد و پس از آن دودمان پهلوی (۱۹۲۵–۱۹۷۹ میلادی) آخرین دودمان شاهنشاهی ایران بود. از زمان انقلاب ۱۳۵۷، رهبر مذهبی رئیس کشور محسوب می‌شود.

## عهد باستان

### تمدن ایلام(حدود ۲۷۰۰ تا ۶۷۸ پیش از میلاد)
| نام دیهیمی                                                         | نام دیهیمی                        | نام اصلی | نگاره           | لقب                                              | زایش-مرگ               | آغاز شاهی          | پایان شاهی           | خویشاوندی                                           | یادداشت |
| ------------------------------------------------------------------ | --------------------------------- | -------- | --------------- | ------------------------------------------------ | ---------------------- | ------------------ | -------------------- | --------------------------------------------------- | --- |
| نخستین شاهان ایلامی، ح۲۷۰۰- ح۲۶۰۰پ. م                              |                                   |          |                 |                                                  |                        |                    |                      |                                                     | |
| ۲                                                                  | هومبابا                           |          |                 |                                                  | ؟ - ح۲۶۸۰پ. م          | ح۲۷۰۰پ. م          | ح۲۶۸۰پ. م            | ؟                                                   | همزمان با گیلگمش شاه اوروک |
| ۳                                                                  | هومبان شوتور (یا خومباستیر)       |          |                 |                                                  | ؟ -؟                   | ؟                  | ؟                    | ؟                                                   | |
| خاندان یکم اوان، ح۲۶۰۰- ح۲۵۵۰پ. م                                  |                                   |          |                 |                                                  |                        |                    |                      |                                                     | |
| ۴                                                                  | پادشاهی اوان (ناشناس)             |          |                 | شاه اوان                                         | ؟ -؟                   | ح۲۵۸۰پ. م          | ؟                    | ؟                                                   | همزمان با اورنونگل شاه اوروک |
| ۵                                                                  | لو یکم …                          |          |                 | شاه اوان                                         | ؟ -؟                   | ؟                  | ؟                    | ؟                                                   | |
| ۶                                                                  | کورایشک                           |          |                 | شاه اوان                                         | ؟ -؟                   | ؟                  | ح۲۵۵۰پ. م            | ؟                                                   | ۳۶ سال همزمان با لوگل انه موندو شاه ادب و اورننشه شاه لاگاش                                                                                       |
| خاندان دوم اوان، ح۲۵۵۰-ح۲۲۷۰پ. م                                   |                                   |          |                 |                                                  |                        |                    |                      |                                                     | |
| ۷                                                                  | پلی                               |          |                 | شاه اوان                                         | ؟ -؟                   | ح۲۵۰۰پ. م          | ؟                    | ؟                                                   | |
| ۸                                                                  | تته یکم                           |          |                 | شاه اوان                                         | ؟ -؟                   | ؟                  | ؟                    | پسرکودوزولوش یکم                                    | |
| ۹                                                                  | اوکو تنهیش                        |          |                 | شاه اوان                                         | ؟ -؟                   | ؟                  | ؟                    | ؟                                                   | |
| ۱۰                                                                 | هیشوتش                            |          |                 | شاه اوان                                         | ؟ -؟                   | ؟                  | ؟                    | ؟                                                   | |
| ۱۱                                                                 | شوشون ترنه                        |          |                 | شاه اوان                                         | ؟ -؟                   | ؟                  | ؟                    | ؟                                                   | |
| ۱۲                                                                 | نپی ایلهوش                        |          |                 | شاه اوان                                         | ؟ -؟                   | ؟                  | ؟                    | ؟                                                   | |
| ۱۳                                                                 | کیکو سیوه تمتی                    |          |                 | شاه اوان                                         | ؟ -؟                   | ؟                  | ؟                    | ؟                                                   | |
| ۱۴                                                                 | هیشپ رتپ یکم                      |          |                 | شاه اوان                                         | ؟ -؟                   | ؟                  | ؟                    | ؟                                                   | |
| ۱۵                                                                 | لوه ایشن                          |          |                 | شاه اوان                                         | ؟ -ح۲۳۲۵پ. م           | ؟                  | ح۲۳۲۵پ. م            | پسر هیشپ رتپ یکم                                    | |
| ۱۶                                                                 | هیشپ رتپ دوم                      |          |                 | شاه اوان                                         | ؟ -؟                   | ح۲۳۲۵پ. م          | ؟                    | پسر لوه ایشن                                        | |
| ۱۷                                                                 | امه سینی                          |          |                 | شاه اوان                                         | ؟ - ۲۳۱۱پ. م           | ح۲۳۱۵پ. م          | ۲۳۱۱پ. م             |                                                     | |
| ۱۸                                                                 | هلو یکم                           |          |                 | شاه اوان                                         | ؟ -؟                   | ؟                  | ؟                    | ؟                                                   | |
| ۱۹                                                                 | هیته                              |          |                 | شاه اوان                                         | ؟ -؟                   | ح۲۲۷۰ پ. م         | ح۲۲۷۰ پ. م           | ؟                                                   | همزمان با نرم سین شاه اکد |
| خاندان کوتیان، حدود ۲۲۵۶ تا حدود ۲۱۲۰ پیش از میلاد                 |                                   |          |                 |                                                  |                        |                    |                      |                                                     | |
| ۲۰                                                                 | اریدوپیزیر                        |          |                 | شاه کوتی                                         | ? - ?                  | ح۲۲۵۶پ. م          | ح۲۲۵۱پ. م            | ?                                                   | |
| ۲۱                                                                 | ایمته (یا نیبیه)                  |          |                 | شاه کوتی                                         | ? - ?                  | ح۲۲۵۰پ. م          | ح۲۲۴۶پ. م            | ?                                                   | |
| ۲۲                                                                 | اینکی یکم شاه شوش                 |          |                 | شاه کوتی                                         | ? - ?                  | ح۲۲۴۵پ. م          | ح۲۴۰پ. م             | ?                                                   | |
| ۲۳                                                                 | زرله گب                           |          |                 | شاه کوتی                                         | ? - ?                  | ح۲۲۳۹پ. م          | ح۲۲۳۴پ. م            | ?                                                   | |
| ۲۴                                                                 | شولمه                             |          |                 | شاه کوتی                                         | ? - ?                  | ح۲۲۳۳پ. م          | ح۲۲۲۸پ. م            | ?                                                   | |
| ۲۵                                                                 | الولمش (یا سیلولومش)              |          |                 | شاه کوتی                                         | ? - ?                  | ح۲۲۲۷پ. م          | ح۲۲۲۲پ. م            | ?                                                   | |
| ۲۶                                                                 | دوگه یکم                          |          |                 | شاه کوتی                                         | ? - ?                  | ح۲۲۲۱پ. م          | ح۲۲۱۶پ. م            | ?                                                   | |
| ۲۷                                                                 | ایلوان                            |          |                 | شاه کوتی                                         | ? - ?                  | ح۲۲۱۵پ. م          | ح۲۲۱۳پ. م            | ?                                                   | |
| ۲۸                                                                 | اینی مبه کش                       |          |                 | شاه کوتی                                         | ? - ?                  | ح۲۲۱۲پ. م          | ح۲۲۰۸پ. م            | ?                                                   | |
| ۲۹                                                                 | اینکی دوم شاه شوش                 |          |                 | شاه کوتی                                         | ? - ?                  | ح۲۲۰۷پ. م          | ح۲۲۰۲پ. م            | ?                                                   | |
| ۳۰                                                                 | یرله گب                           |          |                 | شاه کوتی                                         | ? - ?                  | ح۲۲۰۱پ. م          | ح۲۱۸۷پ. م            | ?                                                   | |
| ۳۱                                                                 | اببه ته                           |          |                 | شاه کوتی                                         | ? - ?                  | ح۲۱۸۶پ. م          | ح۲۱۸۴پ. م            | ?                                                   | |
| ۳۲                                                                 | یرله گب (یا یرله)                 |          |                 | شاه کوتی                                         | ? - ?                  | ح۲۱۸۳پ. م          | ح۲۱۸۱پ. م            | ?                                                   | |
| ۳۳                                                                 | کوروم یکم                         |          |                 | شاه کوتی                                         | ? - ?                  | ح۲۱۸۰پ. م          | ح۲۱۸۰پ. م            | ?                                                   | |
| ۳۴                                                                 | اپیل کین                          |          |                 | شاه کوتی                                         | ? - ?                  | ح۲۱۷۹پ. م          | ح۲۱۷۷پ. م            | ?                                                   | |
| ۳۵                                                                 | له اره بوم                        |          |                 | شاه کوتی                                         | ? - ?                  | ح۲۱۷۶پ. م          | ح۲۱۷۵پ. م            | ?                                                   | |
| ۳۶                                                                 | ایره روم                          |          |                 | شاه کوتی                                         | ? - ?                  | ح۲۱۷۴پ. م          | ح۲۱۷۳پ. م            | ?                                                   | |
| ۳۷                                                                 | ایبره نوم                         |          |                 | شاه کوتی                                         | ? - ?                  | ح۲۱۷۲پ. م          | ح۲۱۷۲پ. م            | ?                                                   | |
| ۳۸                                                                 | هبلوم                             |          |                 | شاه کوتی                                         | ? - ?                  | ح۲۱۷۱پ. م          | ح۲۱۷۰پ. م            | ?                                                   | |
| ۳۹                                                                 | پوزور سوئن                        |          |                 | شاه کوتی                                         | ? - ?                  | ح۲۱۶۹پ. م          | ح۲۱۶۳پ. م            | ?                                                   | |
| ۴۰                                                                 | یرله گنده                         |          |                 | شاه کوتی                                         | ? - ?                  | ح۲۱۶۲پ. م          | ح۲۱۵۶پ. م            | ?                                                   | |
| ۴۱                                                                 | سی ئوم (یا سی ئو)                 |          |                 | شاه کوتی                                         | ? - ?                  | ح۲۱۵۵پ. م          | ح۲۱۲۱پ. م            | ?                                                   | |
| ۴۲                                                                 | تیری گن                           |          |                 | شاه کوتی                                         | ? - ?                  | ح۲۱۲۰پ. م          | ح۲۱۲۰پ. م            | ?                                                   | ۴۰ روز |
| خاندان سوم اوان، حدود ۲۱۰۰پیش از میلاد                             |                                   |          |                 |                                                  |                        |                    |                      |                                                     | |
| ۴۳                                                                 | کوتیک اینشوشیناک                  |          |                 | شاه اوان                                         | ? - ?                  | ح۲۱۰۰پ. م          | ح۲۱۰۰پ. م            | پسر شینپی هیش هوک                                   | همزمان با اورنمو شاه اور. شوش در سال‌های ۲۰۷۸ و ۲۰۱۶پ. م به دست سپاهیان اور گشوده شد. پس از وی شاهان سیماشکی رهبری ایلام را در دست گرفتند.         |
| خاندان سیماشکی، حدود ۲۰۷۰ تا حدود ۱۹۷۵ پیش از میلاد                |                                   |          |                 |                                                  |                        |                    |                      |                                                     | |
| ۴۴                                                                 | گیرنمه یکم                        |          |                 | شاه سیماشکی                                      | ? - ?                  | ?                  | ?                    | ?                                                   | |
| ۴۵                                                                 | تزیته یکم                         |          |                 | شاه سیماشکی                                      | ? - ?                  | ح۲۰۴۰پ. م          | ح۲۰۳۷پ. م            | ?                                                   | |
| ۴۶                                                                 | اپرتی یکم                         |          |                 | شاه سیماشکی                                      | ? - ?                  | ?                  | ح۲۰۳۳پ. م            | ?                                                   | |
| ۴۷                                                                 | گیرنمه دوم                        |          |                 | شاه سیماشکی                                      | ? - ?                  | ح۲۰۳۳پ. م          | ?                    | ?                                                   | |
| ۴۸                                                                 | تزیته دوم                         |          |                 | شاه سیماشکی                                      | ? - ?                  | ?                  | ?                    | ?                                                   | |
| ۴۹                                                                 | لورک لوهان                        |          |                 | شاه سیماشکی                                      | ? - ۲۰۲۲پ. م           | ح۲۰۲۸پ. م          | ۲۰۲پ. م              | ?                                                   | |
| ۵۰                                                                 | هوتران تمتی                       |          |                 | شاه سیماشکی                                      | ? - ?                  | ?                  | ?                    | ?                                                   | |
| ۵۱                                                                 | ایندتو این شوشینک یکم             |          |                 | شاه سیماشکی                                      | ? - ۲۰۱۶پ. م           | ?                  | ۲۰۱۶پ. م             | پسر هوتران تمتی                                     | |
| ۵۲                                                                 | کیندتو                            |          |                 | شاه سیماشکی                                      | ? - ?                  | پیش از ۲۰۰۶پ. م    | پس از ۲۰۰۵پ. م       | پسر تن روهوراتیر                                    | گشاینده اور |
| ۵۳                                                                 | ایندتو این شوشینک دوم             |          |                 | شاه سیماشکی                                      | ? - ?                  | ح۱۹۸۰پ. م          | ?                    | پسر په پی                                           | همزمان با شوایلیشو شاه ایسین و بیله لمه شاه اشنونه                                                                                                |
|                                                                    | تن روهوراتیر یکم                  |          |                 | شاه سیماشکی                                      | ? - ?                  | ح۱۹۶۵پ. م          | ?                    | پسر ایندتو این شوشینک دوم                           | همزمان با آیدین دگن شاه ایسین |
| ۵۵                                                                 | ایندتو این شوشینک سوم             |          |                 | شاه سیماشکی                                      | ? - ?                  | ?                  | ?                    | پسر تن روهوراتیر یکم                                | بیش از سه سال |
| خاندان اپرتی، حدود ۱۹۷۵ تا حدود ۱۵۰۰ پیش از میلاد                  |                                   |          |                 |                                                  |                        |                    |                      |                                                     | |
| ۵۶                                                                 | اپرتی دوم                         |          |                 | شاه سیماشکی، شاه انشان و شوش، سوکل ماه           | ? - ?                  | ح۱۹۷۳پ. م          | ?                    | در ۱۹۷۳پ. م با دختر آیدین دگن شاه ایسین ازدواج کرد. | همزمان با آیدین دگن شاه ایسین |
| ۵۷                                                                 | شیلههه                            |          |                 | شاه انشان و شوش، سوکل ماه                        | ? - ?                  | ?                  | ?                    | پسر اپرتی دوم                                       | |
| ۵۸                                                                 | کوک نشور یکم                      |          |                 | سوکل ماه                                         | ? - ?                  | ?                  | ?                    | پسر (خواهرزاده) شیلههه                              | |
| ۵۹                                                                 | اته هوشو                          |          |                 | سوکل و ایپیر شوش، شبان مردم شوش، شبان این شوشینک | ? - پس از ۱۸۹۴پ. م     | ؟۱۹۲۸پ. م          | پس از ۱۸۹۴پ. م       | پسر کوک نشور یکم (؟)                                | |
| ۶۰                                                                 | تتپ مده                           |          |                 | شبان مردم شوش                                    | ? - ?                  | پس از ح۱۸۹۰پ. م    | ?                    | پسر کوک نشور یکم (؟)                                | |
| ۶۱                                                                 | پلرایشن                           |          |                 | سوکل ماه                                         | ? - ?                  | ?                  | ?                    | ?                                                   | |
| ۶۲                                                                 | کوک سنیت                          |          |                 |                                                  | ? - ?                  | ?                  | ?                    | پسر پلرایشن (؟)                                     | |
| ۶۳                                                                 | کوک کیروش                         |          |                 | سوکل ماه، سوکل ایلام و سیماشکی و شوش             | ? - ?                  | ?                  | ?                    | پسر لن کوکو و برادرزاده پلرایشن                     | |
| ۶۴                                                                 | تم سنیت                           |          |                 |                                                  | ? - ?                  | ?                  | ?                    | پسر کوک کیروش                                       | |
| ۶۵                                                                 | کوک نهونته                        |          |                 |                                                  | ? - ?                  | ?                  | ?                    | پسر کوک کیروش                                       | |
| ۶۶                                                                 | کوک نشور دوم                      |          |                 | سوکل ماه، سوکل ایلام، سوکل ایلام و سیماشکی و شوش | ? - ?                  | ?                  | ?                    | پسر کوک نهونته (؟)                                  | |
| ۶۷                                                                 | شیروکدوه                          |          |                 | سوکل ماه                                         | ? - ?                  | ح۱۷۹۰پ. م          | ?                    | ?                                                   | همزمان با شمشی ادد یکم شاه آشور |
| ۶۸                                                                 | شیموت ورتش یکم                    |          |                 |                                                  | ? - ?                  | ?                  | ?                    | پسر شیروکدوه                                        | |
| ۶۹                                                                 | سیوه پلر هوپک                     |          |                 | سوکل ماه، سوکل شوش، شاهزاده ایلام                | ? - ?                  | پیش از ۱۷۶۵پ. م    | پس از ۱۷۶۵پ. م       | پسر شیروکدوه                                        | |
| ۷۰                                                                 | کودوزولوش یکم                     |          |                 | سوکل ماه، سوکل شوش                               | ? - ?                  | ?                  | ?                    | پسر شیروکدوه                                        | |
| ۷۱                                                                 | کوتیرنهونته یکم                   |          |                 | سوکل ماه                                         | ? - ?                  | ح۱۷۱۰پ. م          | ?                    | پسر کودوزولوش یکم                                   | |
| ۷۲                                                                 | اته مره هلکی                      |          |                 |                                                  | ? - ?                  | ?                  | ?                    | پسر کودوزولوش یکم (؟)                               | |
| ۷۳                                                                 | تته دوم                           |          |                 | سوکل                                             | ? - ?                  | ?                  | ?                    | برادر اته مره هلکی                                  | |
| ۷۴                                                                 | لیله ایرتش                        |          |                 |                                                  | ? - ?                  | ?                  | ?                    | پسر کودوزولوش یکم                                   | |
| ۷۵                                                                 | تمتی اگون                         |          |                 | سوکل ماه، سوکل شوش                               | ? - ?                  | ?                  | ?                    | پسر کوتیرنهونته یکم                                 | |
| ۷۶                                                                 | کوتیر شیلههه                      |          |                 | سوکل ماه، سوکل                                   | ? - ?                  | ?                  | ?                    | پسر تمتی اگون                                       | |
| ۷۷                                                                 | کوک نشور سوم                      |          |                 | سوکل ایلام، سوکل شوش                             | ? - ?                  | پیش از ۱۶۴۶پ. م    | پس از ۱۶۴۶پ. م       | پسر کوتیر شیلههه                                    | |
| ۷۸                                                                 | تمتی رپتش                         |          |                 |                                                  | ? - ?                  | ?                  | ?                    | پسر کوتیر شیلههه                                    | |
| ۷۹                                                                 | شیموت ورتش دوم                    |          |                 |                                                  | ? - ?                  | ?                  | ?                    | پسر کوک نشورسوم                                     | |
| ۸۰                                                                 | شیرتوه                            |          |                 | شاه شوش                                          | ? - ?                  | ?                  | ?                    | پسر کوک نشورسوم                                     | |
| ۸۱                                                                 | کودوزولوش دوم                     |          |                 | سوکل ماه، شاه شوش                                | ? - ?                  | ?                  | ?                    | پسر شیموت ورتش دوم                                  | |
| ۸۲                                                                 | تن اولی                           |          |                 | سوکل ماه، سوکل                                   | ? - ?                  | ?                  | ?                    | ?                                                   | |
| ۸۳                                                                 | تمتی هلکی                         |          |                 | سوکل ماه، سوکل ایلام و سیماشکی و شوش             | ? - ?                  | ?                  | ?                    | پسر تن اولی                                         | |
| ۸۴                                                                 | کوک نشور چهارم                    |          |                 | سوکل ماه                                         | ? - ?                  | ?                  | ?                    | پسر تن اولی                                         | |
| ۸۵                                                                 | کوتیک متلت                        |          |                 |                                                  | ? - ?                  | ح۱۵۰۰پ. م          | ?                    | پسر تن اولی                                         | |
| خاندان کیدینو، حدود ۱۵۰۰ تا حدود ۱۳۷۰پ. م                          |                                   |          |                 |                                                  |                        |                    |                      |                                                     | |
| ۸۶                                                                 | کیدینو یکم                        |          |                 | شاه انشان و شوش                                  | ? - ?                  | سده ۱۵پ. م         | ?                    | ?                                                   | |
| ۸۷                                                                 | این شوشینک سونکیر نپیپیر          |          |                 | شاه انشان و شوش                                  | ? - ?                  | ?                  | ?                    | ?                                                   | |
| ۸۸                                                                 | تن روهوراتیر دوم                  |          |                 | شاه انشان و شوش                                  | ? - ?                  | سده ۱۵پ. م         | ?                    | ?                                                   | |
| ۸۹                                                                 | شله یکم                           |          |                 | شاه انشان و شوش                                  | ? - ?                  | ?                  | ?                    | ?                                                   | |
| ۹۰                                                                 | تمتی اهر                          |          |                 | شاه انشان و شوش                                  | ? - ?                  | ح۱۳۷۰پ. م          | ?                    | ?                                                   | همزمان با کدشمن انلیل یکم شاه کاسی بابل |
| خاندان ایگه هلکی، حدود ۱۴۰۰ تا حدود ۱۲۰۰ پیش از میلاد              |                                   |          |                 |                                                  |                        |                    |                      |                                                     | |
| ۹۱                                                                 | پلرایشن یکم                       |          |                 | شاه انشان و شوش                                  | ? - ?                  | ح۱۳۹۰پ. م          | ?                    | پسر ایگه هلکی                                       | همزمان با کوریگلزو یکم شاه کاسی بابل |
| ۹۲                                                                 | کیدین هوتران یکم                  |          |                 | شاه انشان و شوش                                  | ? - ?                  | ?                  | ?                    | پسر پلرایشن یکم                                     | |
| ۹۳                                                                 | اترکیته دوم                       |          |                 | شاه انشان و شوش                                  | ? - ?                  | ?                  | ?                    | پسر ایگه هلکی                                       | |
| ۹۴                                                                 | هومبان نومنه یکم                  |          |                 | شاه انشان و شوش                                  | ? - ?                  | ح۱۳۷۰پ. م          | ?                    | پسر اترکیته دوم                                     | همزمان با بورنه بوریش دوم شاه کاسی بابل |
| ۹۵                                                                 | اونتاش ناپیریشا                   |          | شاه انشان و شوش | ? - ?                                            | ح۱۳۴۰پ. م              | ?                  | پسر هومبان نومنه یکم |                                                     | |
| ۹۶                                                                 | کیدین هوتران دوم                  |          |                 | شاه انشان و شوش                                  | ? - ?                  | ?                  | ?                    | پسر اونتش نپیریشه                                   | |
| ۹۷                                                                 | نپیریشه اونتش (یا هومبان اونتش)   |          |                 | شاه انشان و شوش                                  | ? - ?                  | ?                  | ?                    | پسر کیدین هوتران دوم                                | |
| ۹۸                                                                 | پلرایشن دوم                       |          |                 | شاه انشان و شوش                                  | ? - ?                  | ?                  | ?                    | ?                                                   | |
| ۹۹                                                                 | اونپتر نپیریشه (یا اونپتر هومبان) |          |                 | شاه انشان و شوش                                  | ? - ?                  | ?                  | ?                    | پسر پلرایشن دوم                                     | |
| ۱۰۰                                                                | کیدین هوتران سوم                  |          |                 | شاه انشان و شوش                                  | ? - ?                  | ح۱۲۲۴پ. م          | ح۱۲۱۷پ. م            | پسر پلرایشن دوم                                     | همزمان با انلیل ندین شومی و ادد شومه ایدینه شاهان کاسی بابل                                                                                       |
| خاندان شوتروکی، حدود ۱۲۰۰ تا حدود ۹۷۰ پیش از میلاد                 |                                   |          |                 |                                                  |                        |                    |                      |                                                     | |
| ۱۰۱                                                                | هلوتوش این شوشینک                 |          |                 | شاه انشان و شوش                                  | ? - ?                  | ح۱۲۰۰پ. م          | ?                    | ?                                                   | |
| ۱۰۲                                                                | شوتروک نهونته یکم                 |          |                 | شاه انشان و شوش                                  | ? - ?                  | پیش از ۱۱۵۸پ. م    | پس از ۱۱۵۸پ. م       | پسر هلوتوش این شوشینک                               | |
| ۱۰۳                                                                | کوتیرنهونته دوم                   |          |                 | شاه انشان و شوش                                  | ? - ?                  | پیش از ۱۱۵۵پ. م    | پس از ۱۱۵۵پ. م       | پسر شوتروک نهونته یکم                               | |
| ۱۰۴                                                                | شیلهک اینشوشینک یکم               |          |                 | شاه انشان و شوش                                  | ? - ?                  | ?                  | ?                    | پسر کوتیرنونته دوم                                  | |
| ۱۰۵                                                                | هوته لوتوش این شوشینک             |          |                 | شاه انشان و شوش                                  | ? - ?                  | پیش از ۱۱۱۰پ. م    | پس از ۱۱۱۰پ. م       | پسر کوتیرنهونته دوم                                 | |
| ۱۰۶                                                                | شیلهینه همرو لکمر                 |          |                 | شاه انشان و شوش                                  | ? - ?                  | پس از ۱۱۱۰پ. م     | ?                    | پسر شیلهک این شوشینک یکم                            | |
| ۱۰۷                                                                | هومبان نومنه دوم                  |          |                 | شاه انشان و شوش                                  | ? - ?                  | آغاز سده ۱۱پ. م    | ?                    | ?                                                   | |
| ۱۰۸                                                                | شوتروک نهونته دوم                 |          |                 | شاه انشان و شوش                                  | ? - ?                  | میانه سده ۱۱پ. م   | ?                    | پسر هومبان نومنه دوم                                | |
| ۱۰۹                                                                | شوتور نهونته یکم                  |          |                 | شاه انشان و شوش                                  | ? - ?                  | میانه سده ۱۱پ. م   | ?                    | پسر هومبان نومنه دوم                                | |
| ۱۱۰                                                                | مربیتی اپله اصر                   |          |                 | "فرزند" ایلام                                    | ? - ?                  | پیش از ۹۸۳پ. م     | پس از ۹۷۸پ. م        | ?                                                   | |
| ۱۱۱                                                                | اکشیر شیموت                       |          |                 | شاه انشان و شوش                                  | ? - ?                  | ?                  | ?                    | ?                                                   | |
| ۱۱۲                                                                | اکشیرنهونته                       |          |                 | شاه انشان و شوش                                  | ? - ?                  | ?                  | ?                    | ?                                                   | |
| ۱۱۳                                                                | کره ایندش                         |          |                 | شاه عیلام                                        | ? - ?                  | ?                  | ?                    | ?                                                   | |
| خاندان هومبان تهره (نوایلامیان)، حدود ۸۳۰ تا حدود ۶۴۰ پیش از میلاد |                                   |          |                 |                                                  |                        |                    |                      |                                                     | |
|                                                                    | شاه ناشناس ایلام                  |          |                 | شاه انشان و شوش                                  | ? - ?                  | پیش از ۸۲۱پ. م     | پس از ۸۲۱پ. م        | ?                                                   | همزمان با شمشی ادد پنجم شاه آشور |
| ۱۱۴                                                                | هومبان تهره یکم                   |          |                 | شاه ایلام                                        | ? - ۷۴۳پ. م            | ?                  | ۷۴۳پ. م              | ?                                                   | |
| ۱۱۵                                                                | هومبان نیکش یکم                   |          |                 | شاه ایلام                                        | ? - ۷۱۷ پ. م           | ۷۴۳ پ. م           | ۷۱۷ پ. م             | پسر هومبان تهره یکم                                 | |
| ۱۱۶                                                                | شوتورنهونته دوم                   |          |                 | شاه انشان و شوش                                  | ? - ۶۹۹ پ. م           | ۷۱۷ پ. م           | ۶۹۹ پ. م             | پسر (خواهرزاده) هومبان نیکش یکم                     | |
| ۱۱۷                                                                | هالوشو اینشوشینک                  |          |                 | شاه انشان و شوش                                  | ? - اکتبر۶۹۳پ. م       | ۶۹۹ پ. م           | اکتبر۶۹۳پ. م         | برادر شوتورنهونته دوم                               | |
| ۱۱۸                                                                | کوتیرنهونته سوم                   |          |                 | شاه انشان و شوش                                  | ? - ژوئیه۶۹۲پ. م       | اکتبر۶۹۳پ. م       | ژوئیه۶۹۲پ. م         | پسر هلوشو این شوشینک                                | |
| ۱۱۹                                                                | هومبان نومنه سوم                  |          |                 | شاه انشان و شوش                                  | ? - فوریه۶۸۸پ. م       | ژوئیه۶۹۲پ. م       | فوریه۶۸۸پ. م         | پسر هلوشو این شوشینک                                | |
| ۱۲۰                                                                | هومبان هلتش یکم                   |          |                 | شاه انشان و شوش                                  | ? - اکتبر۶۸۱پ. م       | فوریه۶۸۸پ. م       | اکتبر۶۸۱پ. م         | پسر هومبان نومنه سوم(؟)                             | |
| ۱۲۱                                                                | هومبان هلتش دوم                   |          |                 | شاه انشان و شوش                                  | ? - سپتامبر۶۷۵پ. م     | اکتبر۶۸۱پ. م       | سپتامبر۶۷۵پ. م       | پسر هومبان هلتش یکم                                 | |
| ۱۲۲                                                                | اورتک این شوشینک                  |          |                 | شاه انشان و شوش                                  | ? - ۶۶۳ پ. م           | سپتامبر۶۷۵پ. م     | ۶۶۳ پ. م             | برادر هومبان هلتش دوم                               | |
|                                                                    | تمتی هومبان این شوشینک یکم        |          |                 | شاه انشان و شوش                                  | ? - سپتامبر۶۵۳پ. م     | ۶۶۳ پ. م           | سپتامبر۶۵۳پ. م       | برادر اورتک این شوشینک                              | |
| ۱۲۴                                                                | هومبان نیکش دوم                   |          |                 | شاه انشان و شوش                                  | ? - ۶۵۱ پ. م           | سپتامبر۶۵۳پ. م     | ۶۵۱ پ. م             | پسر اورتک این شوشینک                                | |
| ۱۲۵                                                                | تمه ریتو                          |          |                 | شاه انشان و شوش                                  | ? - پس از ۶۴۴/۵پ. م    | ۶۵۲ پ. م           | ۶۴۹ پ. م             | پسر هومبان هپوئه پسر اورتک این شوشینک               | |
| ۱۲۶                                                                | آینده بیبی                        |          |                 | شاه انشان و شوش                                  | ? - پس از ژوئیه۶۴۸پ. م | ۶۴۹ پ. م           | پس از ژوئیه۶۴۸پ. م   | ?                                                   | |
| ۱۲۷                                                                | هومبان هلتش سوم                   |          |                 | شاه انشان و شوش                                  | ? - پس از ۶۴۴/۵پ. م    | پس از ژوئیه۶۴۸پ. م | ۶۴۴/۵ پ. م           | پسر اته همیتی این شوشینک                            | از آشوریان شکست خورد و اسیر شد. |
| ۱۲۸                                                                | تمه ریتو دوم                      |          |                 | شاه انشان و شوش                                  | ? - پس از ۶۴۴/۵پ. م    | ۶۴۷ پ. م           | ۶۴۷ پ. م             | پسر هومبان هپوئه پسر اورتک این شوشینک               | |
| ۱۲۹                                                                | هومبان نیکش سوم                   |          |                 | شاه انشان و شوش                                  | ? - پس از ۶۴۴/۵پ. م    | ۶۴۷ پ. م           | ۶۴۷ پ. م             | پسر اته مره هلکی                                    | شاه رقیب |
| ۱۳۰                                                                | اومهولومه                         |          |                 | شاه انشان و شوش                                  | ? - ?                  | ۶۴۷ پ. م           | ۶۴۷ پ. م             | ?                                                   | شاه رقیب |
| ۱۳۱                                                                | ایندتو این شوشینک چهارم           |          |                 | شاه انشان و شوش                                  | ? - ?                  | ۶۴۷ پ. م           | پس از پائیز۶۴۶پ. م   | ?                                                   | شاه رقیب |
| ۱۳۲                                                                | هومبان هپوئه                      |          |                 | شاه انشان و شوش                                  | ? - ?                  | ۶۴۷ پ. م           | ۶۴۷ پ. م             | ?                                                   | شاه رقیب |
| ۱۳۳                                                                | پائه                              |          |                 | شاه انشان و شوش                                  | ? - پس از ۶۴۴/۵پ. م    | پائیز۶۴۶پ. م       | پس از ۶۴۴/۵پ. م      | ?                                                   | شاه رقیب |
| ۱۳۴                                                                | شوتورنهونته سوم                   |          |                 | شاه انشان و شوش                                  | ? - ?                  | پس از پائیز۶۴۶پ. م | ?                    | پسر ایندتو این شوشینک چهارم                         | پس از وی پادشاهی انشان به هخامنشیان منتقل شد. اما بازماندگان او تا زمان داریوش بزرگ هخامنشی بر شوش فرمان می‌راندند. نگاه کنید به فهرست شاهان ایلام |

### پادشاهی ماد (۷۲۶ تا ۵۵۰ پیش از میلاد)
| خاندان ماد، ۶۷۴ تا ۵۴۹ پیش از میلاد |          |         |                |            |             |                                   | |
| نام                                 | نگارهسکه | فرنام   | زادروزدرگذشت   | آغاز سلطنت | پایان سلطنت | خویشاوندی                         | یادداشت |
| دیاکو                               |          | شاه ماد | نامشخص۶۷۵ پ.م. | ۷۲۷ پ.م.   | ۶۷۵ پ.م.    |                                   | به عنوان نخستین حاکم در ماد شناخته می‌شود. |
| کشتریتی/فرورتیش                     |          | شاه ماد | نامشخص۶۵۳ پ.م. | ۶۷۵ پ.م.   | ۶۵۳ پ.م.    | پسر دیاکو                         | قبایل پراکنده مادی را متّحد و به یک کشور تبدیل کرد و سرانجام در نبرد با آشوریان کشته شد. |
| هووخشتره                            |          | شاه ماد | نامشخص۵۸۵ پ.م. | ۶۲۵ پ.م.   | ۵۸۵ پ.م.    | پسر فرورتیش                       | هووخشتره، نخست سکاها را که پس از مرگ پدرش بر ماد سلطه یافته بودند، شکست داد و پس از آن برای مقابله با آشوریان، نیروی نظامی مجهزی تشکیل داد، در سال ۶۱۴ پیش از میلاد از کوه‌های زاگرس گذشت و ضمن تسخیر آبادی‌های آشوری در سر راه، پایتخت باستانی دولت آشور را در محاصره گرفت. پس از سقوط شهر آشور، نبوپلسر (پادشاه بابل) در شهر آشور به دیدار هووخشتره آمد و در آنجا پیمان دوستی میان ماد و بابل بسته شد. در سال ۶۱۲ پیش از میلاد هووخشتره و نبوپلسر توانستند با حمله به نینوا (پایتخت آشوریان) و فتح آن به عمر امپراتوری آشور خاتمه دهند. پس از فتوحات و پیروزی‌های فراوان، هووخشتره این بار متوجه غرب و لیدیه و شهرهای تجاری یونان باستان در آسیای صغیر شد. وی با الیاتس، پادشاه لیدیه جنگید و توانست سرزمین‌های بالای رود هالیس را تصرف کند. جنگ بین مادها و لیدی‌ها سرانجام در سال ۵۸۵ پیش از میلاد مسیح به‌دلیل خورشیدگرفتگی ناگهانی پایان یافت و هووخشتره هم در همان سال یا سال بعد از آن درگذشت. |
| ایشتوویگو                           |          | شاه ماد | نامشخص         | ۵۸۵ پ.م.   | ۵۵۰ پ.م.    | پسر هووخشتره و پدربزرگ کوروش بزرگ | در طول سلطنت خود مرزهای ماد را گستراند و به‌گفته هرودوت سرانجام از سلطنت خلع شد و کوروش بزرگ به عنوان نخستین شاهنشاه هخامنشی امپراتوری یکپارچه ایران را بنیان گذارد. |

### پادشاهی هخامنشی ۷۳۰ تا ۵۵۰ پیش از میلاد
| نگاره                                 | نام                                   | خویشاوندی                             | سلطنت                                 | یادداشت                               | منبع                                  |
| دودمان هخامنشی (۷۰۵–۵۵۹ پیش از میلاد) | دودمان هخامنشی (۷۰۵–۵۵۹ پیش از میلاد) | دودمان هخامنشی (۷۰۵–۵۵۹ پیش از میلاد) | دودمان هخامنشی (۷۰۵–۵۵۹ پیش از میلاد) | دودمان هخامنشی (۷۰۵–۵۵۹ پیش از میلاد) | دودمان هخامنشی (۷۰۵–۵۵۹ پیش از میلاد) |
| ------------------------------------- | ------------------------------------- | ------------------------------------- | ------------------------------------- | ------------------------------------- | ------------------------------------- |
|                                       | هخامنش                                |                                       | حدود ۷۰۵ ق. م                         | نخستین پادشاه هخامنشی                 | [ ۲۰ ]                                |
|                                       | چیش پیش                               | فرزند هخامنش                          | حدود ۶۴۰ ق. م                         |                                       | [ ۲۱ ]                                |
|                                       | کوروش یکم                             | فرزند چیش پیش                         | حدود ۵۸۰ ق. م                         |                                       | [ ۲۲ ]                                |
|                                       | کمبوجیه یکم                           | فرزند کوروش یکم پدر کوروش بزرگ        | حدود ۵۵۰ ق. م                         |                                       | [ ۲۳ ]                                |

### شاهنشاهی هخامنشی[۲۴]۵۵۰ تا ۳۲۹ پیش از میلاد
| دودمان هخامنشی، ۵۵۹ تا ۳۲۹ پیش از میلاد |          | |                  |            |             |                                                           | |        |
| نام                                     | نگارهسکه | فرنام | زادروزدرگذشت     | آغاز سلطنت | پایان سلطنت | خویشاوندی                                                 | یادداشت | منبع   |
| کوروش بزرگ                              |          | شاه بزرگ، شاه شاهان، شاه پارس، شاه انشان، شاه ماد، شاه بابل، شاه لیدیه، شاه سومر و اکد، شاه چهار گوشهٔ جهان | ۶۰۰ پ.م.۵۳۰ پ.م. | ۵۵۹ پ.م.   | ۵۳۰ پ.م.    | پسر کمبوجیه یکم و ماندانا                                 | وی بنیان‌گذار و نخستین شاهنشاه هخامنشی بود که به مدت سی سال، در میانه سال‌های ۵۵۹ تا ۵۲۹ پیش از میلاد، بر نواحی گسترده‌ای از آسیا حکومت کرد. | [ ۲۵ ] |
| کمبوجیه دوم                             |          | شاه بزرگ، شاه شاهان، شاه پارس، شاه بابل، فرعون مصر                                                         | نامشخص۵۲۲ پ.م.   | ۵۳۰ پ.م.   | ۵۲۲ پ.م.    | پسر کوروش بزرگ و کاساندان                                 | وی دومین شاهنشاه هخامنشی و بنیانگذار دودمان بیست و هفتم مصر بود. کمبوجیه پیش از پادشاهی و در دوران فرمانروایی پدرش، نایب‌السلطنه بوده و پس از مرگ پدرش، جانشین وی شد. او پس از به‌تخت‌نشینی، بیش از هر چیز وقت خود را صرف تهیهٔ مقدمات لشکرکشی به مصر کرد. سپاه کمبوجیه در ماه مه سال ۵۲۵ پیش از میلاد خود را به پلوزیوم رساند و و درنهایت بر سپاه پسامتیخ سوم غلبه کرد و در ماه ژوئن همان سال با پیمودن درهٔ نیل از شمال به جنوب، سراسر مصر را مطیع شاهنشاهی هخامنشی ساخت. کمبوجیه سرانجام در ژوئیهٔ ۵۲۲ پیش از میلاد درگذشت.                                                      | [ ۲۶ ] |
| گئومات                                  |          | شاه بزرگ، شاه شاهان، شاه پارس، شاه بابل، فرعون مصر                                                         | نامشخص۵۲۱ پ.م.   | ۵۲۲ پ.م.   | ۵۲۱ پ.م.    | شاید پسر کوروش بزرگ                                       | در سال ۵۲۲ پیش از میلاد کمبوجیه در راه بازگشت از مصر می‌میرد. گئومات مغ (بردیای دروغین) با فریبکاری و زورستانی با طرح معرفی خود با نام بردیا فرزند کوروش بزرگ تخت پادشاهی را مالک می‌شود. بعد از آن داریوش بزرگ از خویشاوندان کوروش با یاری جمعی از نجیب‌زادگان پارسی، گئومات را کشت و به پادشاهی رسید. | [ ۲۷ ] |
| داریوش بزرگ                             |          | شاه بزرگ، شاه شاهان، شاه پارس، شاه بابل، فرعون مصر                                                         | ۵۴۹ پ.م.۴۸۶ پ.م. | ۵۲۲ پ.م.   | ۴۸۶ پ.م.    | پسر ویشتاسب و روزگونه                                     | وی در سال ۵۲۲ پیش از میلاد، با کمک چندی از بزرگان هفت خانوادهٔ اشرافی پارسی با کشتن گئومات مغ بر تخت نشست. پس از آن به فرونشاندن شورش‌های درون‌مرزی پرداخت. فرمانروایی شاهنشاهی را استحکام بخشید و سرزمین‌هایی چند به شاهنشاهی افزود. آغاز ساخت پارسه (تخت جمشید) در زمان پادشاهی او بود. از دیگر کارهای او حفر راه آبی بود که دریای سرخ را به رود نیل و از آن سو به دریای مدیترانه پیوند می‌داد. آرامگاه او در دل کوه رحمت در جایی به نام نقش رستم در مرودشت فارس (نزدیک شیراز) است. پس از جهانگیری کوروش بزرگ و کمبوجیه سراسر خاورمیانه و آسیای کوچک جزو قلمرو او محسوب می‌گردید. | [ ۲۸ ] |
| خشایارشا بزرگ                           |          | شاه بزرگ، شاه شاهان، شاه پارس، شاه بابل، فرعون مصر                                                         | ۵۱۹ پ.م.۴۶۵ پ.م. | ۴۸۶ پ.م.   | ۴۶۵ پ.م.    | پسر داریوش یکم و آتوسا                                    | | [ ۲۹ ] |
| اردشیر یکم                              |          | شاه بزرگ، شاه شاهان، شاه پارس، فرعون مصر                                                                   | نامشخص۴۲۴ پ.م.   | ۴۶۵ پ.م.   | ۴۲۴ پ.م.    | پسر خشایارشا و آمستریس                                    | | [ ۳۰ ] |
| خشایارشا دوم                            |          | شاه بزرگ، شاه شاهان، شاه پارس، فرعون مصر                                                                   | نامشخص۴۲۳ پ.م.   | ۴۲۴ پ.م.   | ۴۲۴ پ.م.    | پسر اردشیر یکم و داماسپیا                                 | | [ ۳۱ ] |
| سغدیانه                                 |          | شاه بزرگ، شاه شاهان، شاه پارس، فرعون مصر                                                                   | نامشخص           | ۴۲۴ پ.م.   | ۴۲۳ پ.م.    | پسر اردشیر یکم و آلوگونه                                  | | [ ۳۲ ] |
| داریوش دوم                              |          | شاه بزرگ، شاه شاهان، شاه پارس، فرعون مصر                                                                   | نامشخص۴۰۴ پ.م.   | ۴۲۳ پ.م.   | ۴۰۴ پ.م.    | پسر اردشیر یکم و کسمارتیدن                                | درحالی که جنگ‌های پلوپونزی به اوج شدت رسیده بود، اسپارت (دولت-شهر یونانی) می‌کوشید که برای از بین بردن حریف خود دولت-شهر آتن از طلای داریوش دوم استفاده کند ولی داریوش می‌دانست که اگر طلاها را با تأخیر به اسپارت برساند جنگ به طول خواهد کشید و ایران خواهد توانست تا هنگامی که یونانیان مشغول جنگند، دولت-شهرهای یونانی آسیای صغیر را دوباره به قلمرو ایران ضمیمه کند. | [ ۳۳ ] |
| اردشیر دوم                              |          | شاه بزرگ، شاه شاهان، شاه پارس                                                                              | ۴۳۵ پ.م.۳۵۸ پ.م. | ۴۰۴ پ.م.   | ۳۵۸ پ.م.    | پسر داریوش دوم و پروشات                                   | | [ ۳۴ ] |
| اردشیر سوم                              |          | شاه بزرگ، شاه شاهان، شاه پارس، فرعون مصر                                                                   | ۴۰۰ پ.م.۳۳۸ پ.م. | ۳۵۸ پ.م.   | ۳۳۸ پ.م.    | پسر اردشیر دوم و استاتیرا                                 | | [ ۳۵ ] |
| اردشیر چهارم                            |          | شاه بزرگ، شاه شاهان، شاه پارس، فرعون مصر                                                                   | ۳۵۷ پ.م.۳۳۶ پ.م. | ۳۳۸ پ.م.   | ۳۳۶ پ.م.    | پسر اردشیر سوم و آتوسا                                    | | [ ۳۶ ] |
| داریوش سوم                              |          | شاه بزرگ، شاه شاهان، شاه پارس، فرعون مصر                                                                   | ۳۸۰ پ.م.۳۳۰ پ.م. | ۳۳۶ پ.م.   | ۳۳۰ پ.م.    | پسر آرشام (نوهٔ داریوش دوم) و سی‌سی‌گامبیس (دختر اردشیر دوم) | دراین زمان آریو برزن سعی کرد از پیشروی سپاهیان اسکندر به سوی پارس جلوگیری کند اما کشته شد و داریوش (سوم) فرار کرد و سلسله هخامنشیان به پایان رسید | [ ۳۷ ] |

### امپراتوری سلوکی[۳۸]۳۳۴ تا ۱۳۸ پیش از میلاد
| دودمان آرگید، ۳۳۶ تا ۳۰۶ پیش از میلاد |          |                                                                           |                     |            |             |                                              | |
| نام                                   | نگارهسکه | فرنام                                                                     | زادروزدرگذشت        | آغاز سلطنت | پایان سلطنت | خویشاوندی                                    | یادداشت |
| اسکندر مقدونی                         |          | باسیلئوس مقدونیه، هژمون اتحادیهٔ هلنی، شاهنشاه پارس، فرعون مصر، ارباب آسیا | ۳۵۶ پ.م.۳۲۳ پ.م.    | ۳۳۶ پ.م.   | ۳۲۳ پ.م.    | پسر فیلیپ دوم، پادشاه مقدونیه و ملکه المپیاس | پادشاه مقدونیه از ۳۳۶ پیش از میلاد و شاهنشاه ایران از ۳۳۰ پیش از میلاد بود. او در سال ۳۵۶ پیش از میلاد در شهر پلا متولد شد و تا سن شانزده سالگی تحت تعلیم ارسطو قرار داشت. اسکندر توانست تا پیش از رسیدن به سن سی‌سالگی یکی از بزرگ‌ترین امپراتوری‌های جهان باستان را شکل دهد که از دریای یونان تا کوه‌های هیمالیا گسترده بود، وی سرانجام در ۱۰ یا ۱۱ ژوئن ۳۲۳ پ.م. و در سن ۳۲ سالگی در کاخ نبوکدنصر دوم در بابل درگذشت. |
| فیلیپ سوم                             |          | باسیلئوس مقدونیه، هژمون اتحادیهٔ هلنی، شاهنشاه پارس، فرعون مصر، ارباب آسیا | ۳۵۶ پ.م.۳۱۷ پ.م.    | ۳۲۳ پ.م.   | ۳۱۷ پ.م.    | پسر فیلیپ دوم، پادشاه مقدونیه و ملکه لاریسا  | به عنوان جانشین اسکندر تاج‌گذاری کرد و سرانجام توسط المپیاس کشته شد. |
| اسکندر چهارم                          |          | باسیلئوس مقدونیه، هژمون اتحادیهٔ هلنی، شاهنشاه پارس، فرعون مصر، ارباب آسیا | ۳۲۳ پ.م.۳۰۹ پ.م.    | ۳۲۳ پ.م.   | ۳۰۹ پ.م.    | پسر اسکندر بزرگ و ملکه روشنک                 | به عنوان جانشین قانونی اسکندر بزرگ در ۳۲۳ پیش از میلاد تاج‌گذاری کرد و سرانجام در حدود سن ۱۴ سالگی به دست کاساندر کشته شد. |
| دودمان سلوکی، ۳۱۱ تا ۱۲۹ پیش از میلاد |          |                                                                           |                     |            |             |                                              | |
| نام                                   | نگارهسکه | فرنام                                                                     | زادروزدرگذشت        | آغاز سلطنت | پایان سلطنت | خویشاوندی                                    | یادداشت |
| سلوکوس یکم                            |          | باسیلئوس                                                                  | ح. ۳۵۸ پ.م.۲۸۱ پ.م. | ۳۰۵ پ.م.   | ۲۸۱ پ.م.    | پسر آنتیوخوس                                 | او سابقاً به عنوان یک ژنرال پیاده‌نظام در ارتش اسکندر خدمت می‌کرد و پس از مرگ زود هنگام اسکندر و در خلال جنگ‌های دیادوخوی، موفق شد بر بخش بزرگی از امپراتوری اسکندر دست یابد و در نهایت امپراتوری سلوکی را بنیاد گذارد. |
| آنتیوخوس یکم                          |          | باسیلئوس                                                                  | ح. ۳۲۴ پ.م.۲۶۱ پ.م. | ۲۸۱ پ.م.   | ۲۶۱ پ.م.    | پسر سلوکوس یکم                               | |
| آنتیوخوس دوم                          |          | باسیلئوس                                                                  | ح. ۲۸۶ پ.م.۲۴۶ پ.م. | ۲۶۱ پ.م.   | ۲۴۶ پ.م.    | پسر آنتیوخوس یکم                             | |
| سلوکوس دوم                            |          | باسیلئوس                                                                  | ح. ۲۶۵ پ.م.۲۲۵ پ.م. | ۲۴۶ پ.م.   | ۲۲۵ پ.م.    | پسر آنتیوخوس دوم                             | |
| سلوکوس سوم                            |          | باسیلئوس                                                                  | ح. ۲۴۳ پ.م.۲23 پ.م. | ۲۲۵ پ.م.   | ۲۲۳ پ.م.    | پسر سلوکوس دوم                               | |
| آنتیوخوس سوم                          |          | باسیلئوس مگاس                                                             | ح. ۲۴۱ پ.م.۱۸۷ پ.م. | ۲۲۲ پ.م.   | ۱۸۷ پ.م.    | پسر سلوکوس دوم                               | |
| سلوکوس چهارم                          |          | باسیلئوس                                                                  | ح. ۲۱۸ پ.م.۱۷۵ پ.م. | ۱۸۷ پ.م.   | ۱۷۵ پ.م.    | پسر آنتیوخوس سوم                             | |

### پادشاهی اشکانی ۲۴۷ تا ۱۷۱ پیش از میلاد
| فهرست شاهان محلی اشکانی |                         |                    | |                     |                               |
| پرتره                   | نام پادشاه              | لقب                | یادداشت | سلطنت               | مرگ                           |
|                         | اشک یکم 𐭀𐭓𐭔𐭊 (Arsak)    | پادشاه             | رهبر قبیله پرنی که آندروگوراس ساتراپ پارت را شکست داد و خود را پادشاه پارت خواند و علیه سلوکیان قیام کرد.             | ۲۴۷ پ. م - ۲۱۷ پ. م | ۲۱۷ پ. م به مرگ طبیعی فوت شد. |
|                         | اشک دوم 𐭀𐭓𐭔𐭊 (Arsak)    | پادشاه             | پسر اشک یکم. او ابتدا همدان و ری را تصرف کرد اما از آنتیوخوس سوم شکست خورد و در نتیجه صلح نامه پادشاه پارت شناخته شد. | ۲۱۷ پ. م - ۱۹۱ پ. م | ۱۹۱ پ. م به مرگ طبیعی فوت شد  |
|                         | اشک سوم                 | شاه اشکانی، فریاپت | نوه برادر اشک یکم یا فرزند اشک دوم. وی موفق شد حکومت اشکانی را از زیر سلطه سلوکیان خارج سازد.                         | ۱۹۱ پ. م - ۱۷۷ پ. م | ۱۷۷ پ. م به مرگ طبیعی فوت شد. |
|                         | فرهاد یکم 𐭐𐭓𐭇𐭕 (Frahat) | پادشاه، شاه اشکانی | پسر اشک سوم. در زمان حکومت وی تپورستان فتح شد.                                                                        | ۱۷۶ پ. م - ۱۷۱ پ. م | ۱۷۱ پ. م به مرگ طبیعی فوت شد. |

### شاهنشاهی اشکانی[۳۹]۱۷۱ پیش از میلاد تا ۲۲۸ میلادی
| فهرست شاهنشاهان اشکانی |                                    |                                            | |                         | |
| پرتره                  | نام پادشاه                         | لقب                                        | یادداشت | سلطنت                   | مرگ |
|                        | مهرداد یکم (بزرگ) 𐭌𐭄𐭓𐭃𐭕 (Mihrdat)  | شاهنشاه، شاه بزرگ، شاه اشکانی، یونانی دوست | پسر اشک سوم. فتوحات او دولت اشکانی را از یک پادشاهی کوچک به یک شاهنشاهی جهانی تبدیل کرد. او اولین پادشاه اشکانی است که عنوان پادشاهان هخامنشی، شاهنشاه را برای خود برگزید و با تصرف سلوکیه با این عنوان تاج گذاری کرد.                                                                                | ۱۷۱ پ. م - ۱۳۲ پ. م     | ۱۳۲ پ. م به مرگ طبیعی فوت شد.                                                                            |
|                        | فرهاد دوم 𐭐𐭓𐭇𐭕 (Frahat)            | شاه بزرگ، شاه اشکانی، یونانی دوست          | پسر مهرداد یکم، در اوایل سلطنت به دلیل پایین بودن سن، ملکه رینون اداره حکومت را بر عهده داشت. وی در نبرد، آنتیوخوس هفتم را شکست داد. | ۱۳۲ پ. م - ۱۲۷ پ. م     | ۱۲۷ پ م طی مقابله با تهاجمات سکاهای شرقی و یوئه چی‌ها کشته شد.                                            |
|                        | اردوان یکم 𐭍𐭐𐭕𐭓 (Ardawan)          | شاه بزرگ، شاه اشکانی، یونانی دوست          | پسر اشک سوم فریاپت. | ۱۲۷ پ. م - ۱۲۴ پ. م     | ۱۲۴ پ. م در نبرد با سکاهای مهاجم کشته شد.                                                                |
|                        | مهرداد دوم بزرگ 𐭌𐭄𐭓𐭃𐭕 (Mihrdat)    | شاهنشاه، شاه بزرگ، شاه اشکانی              | پسر اردوان یکم، زمانی که او به سلطنت رسید حکومت اشکانی در نابسامانی به سر می‌برد وی با دلاوری و درایت تمام نواحی اشغال شده را پس گرفت و مرزهای ایران را در شرق تا کوه‌های هیمالیا و در غرب تا میان رودان رساند. او از لقب شاهنشاه استفاده کرد و این لقب تا زمان ساسانیان مورد استفاده شاهان اشکانی بود. | ۱۲۴ پ. م - ۹۱ پ. م      | ۹۱ پ. م به مرگ طبیعی فوت شد.                                                                             |
|                        | گودرز یکم 𐭂𐭅𐭕𐭓𐭆 (Godarz)           | شاهنشاه، شاه بزرگ، شاه اشکانی              | پسر مهرداد دوم، او علیه پدرش قیام کرد | ۹۱ پ. م - ۸۷ پ. م       | ۸۷ پ. م به مرگ طبیعی فوت شد.                                                                             |
|                        | مهرداد سوم 𐭌𐭄𐭓𐭃𐭕 (Mihrdat)         | شاهنشاه، شاه بزرگ، شاه اشکانی              | پسر مهرداد دوم. به نبرد با برادرش گودرز و برادرزاده اش ارد یکم پرداخت و پس از مرگ برادرش سلطنت را غصب کرد. | ۸۷ پ. م - ۸۰ پ. م       | ۸۰ پ. م از سرنوشت و نحوه مرگش اطلاع دقیقی در دست نیست.                                                   |
|                        | ارد یکم                            | شاهنشاه، شاه بزرگ، شاه اشکانی              | پسر گودرز یکم | ۸۰ پ. م - ۷۵ پ. م       | ۷۵ پ. م به مرگ طبیعی فوت شد                                                                              |
|                        | سیناتروک                           | شاهنشاه، شاه بزرگ، شاه اشکانی              | پسر مهرداد دوم، با کمک سکاها و در میانسالی به سلطنت رسید | ۷۵ پ. م - ۶۹ پ. م       | ۶۹ پ. م به مرگ طبیعی فوت شد.                                                                             |
|                        | فرهاد سوم 𐭐𐭓𐭇𐭕 (Frahat)            | شاهنشاه، شاه بزرگ، شاه اشکانی              | پسر سیناتروک | ۶۹ پ. م - ۵۷ پ. م       | ۵۷ پ. م به دست فرزندانش مسموم و کشته شد.                                                                 |
|                        | مهرداد چهارم 𐭌𐭄𐭓𐭃𐭕 (Mihrdat)       | شاهنشاه، شاه بزرگ، شاه اشکانی              | پسر فرهاد سوم | ۵۷ پ م - ۵۴ پ. م        | ۵۴ پ. م به دست برادرش ارد دوم کشته شد.                                                                   |
|                        | ارد دوم                            | شاهنشاه، شاه بزرگ، شاه اشکانی              | پسر فرهاد سوم، در زمان او سرزمین‌های بسیاری به قلمرو اشکانیان اضافه شد، و جنگ‌های زیادی با روم رخ داد که نبرد حران اولین آن‌ها بود. ارد پایتخت اشکانیان را به تیسفون منتقل کرد. | ۵۴ پ. م - ۳۷ پ. م       | ۳۷ پ. م او تاج و تخت سلطنت را به پسرش فرهاد چهارم منتقل کرد اما بعد از مدتی به دستور پسرش در خواب خفه شد |
|                        | فرهاد چهارم 𐭐𐭓𐭇𐭕 (Frahat)          | شاهنشاه، شاه بزرگ، شاه اشکانی              | پسر ارد دوم، او در طول حکومتش توسط تیرداد برکنار شد اما بعداً دوباره به سلطنت رسید. | ۳۷ پ. م - ۲ پ. م        | ۲ پ. م به دست همسر و پسرش مسموم و کشته شد.                                                               |
|                        | موزا                               | شهبانو                                     | همسر فرهاد چهارم، او حکومت را به صورت مشترک با پسرش اداره می‌کرد. | ۲ پ. م - ۴ م            | ۲ میلادی، به همراه پسرش توسط اشراف کشته شد.                                                              |
|                        | فرهاد پنجم یا فرهادک 𐭐𐭓𐭇𐭕 (Frahat) | شاهنشاه، شاه بزرگ، شاه اشکانی              | پسر فرهاد چهارم، او حکومت را به صورت مشترک با مادرش اداره می‌کرد. | ۲ پ. م - ۴ م            | ۲ میلادی، به همراه مادرش توسط اشراف کشته شد.                                                             |
|                        | ارد سوم                            | شاهنشاه، شاه بزرگ، شاه اشکانی              | یک شاهزاده اشکانی احتمالاً پسر فرهاد چهارم | ۴ میلادی - ۶ میلادی     | ۶ میلادی، توسط اشراف برکنار شد.                                                                          |
|                        | بهنام یکم                          | شاهنشاه، شاه بزرگ، شاه اشکانی              | پسر ارد سوم | ۶ میلادی - ۱۲ میلادی    | ۱۹ میلادی، به دلیل فرار از حبس کشته شد.                                                                  |
|                        | اردوان دوم 𐭍𐭐𐭕𐭓 (Ardawan)          | شاهنشاه، شاه بزرگ، شاه اشکانی              | نوه دختری فرهاد چهارم. | ۱۰ میلادی - ۴۰ میلادی   | ۴۰ میلادی، به دلیل ناشناخته فوت شد.                                                                      |
|                        | وردان یکم                          | شاهنشاه، شاه بزرگ، شاه اشکانی              | پسر اردوان دوم، همزمان با او گودرز دوم ادعای سلطنت داشت. | ۴۰ میلادی - ۴۷ میلادی   | ۴۷ میلادی، توسط اشراف ترور شد.                                                                           |
|                        | گودرز دوم 𐭂𐭅𐭕𐭓𐭆 (Godarz)           | شاهنشاه، شاه بزرگ، شاه اشکانی              | پسر اردوان دوم، وی در زمان برادرش ادعای سلطنت داشت و با مرگ او تنها شاه اشکانی شد. | ۴۰ میلادی - ۵۱ میلادی   | ۵۱ میلادی، به خاطر تندخویی به قتل رسید.                                                                  |
|                        | ونن دوم                            | شاهنشاه، شاه بزرگ، شاه اشکانی              | برادر اردوان دوم، او تنها چند ماه سلطنت کرد. | ۵۱ میلادی               | ۵۱ میلادی، به مرگ طبیعی فوت شد.                                                                          |
|                        | بلاش یکم 𐭅𐭋𐭂𐭔 (WalaΓs)             | شاهنشاه، شاه بزرگ، شاه اشکانی              | پسر بهنام دوم، در طول سلطنت وی آداب و رسوم ایرانی بیش از پیش احیا شد و فرهنگ هلنی از بین رفت. | ۵۱ میلادی - ۷۸ میلادی   | ۷۸ میلادی، به مرگ طبیعی فوت شد.                                                                          |
|                        | وردان دوم                          | شاهنشاه، شاه بزرگ، شاه اشکانی              | پسر بلاش یکم، وی علیه پدرش قیام کرد و فقط بر بخش کوچکی از سرزمین اشکانیان تسلط یافت | ۵۵ میلادی - ۵۸ میلادی   | نامشخص                                                                                                   |
|                        | پاکور دوم                          | شاهنشاه، شاه بزرگ، شاه اشکانی              | پسر بلاش یکم | ۷۸ میلادی - ۱۱۰ میلادی  | ۱۱۰ میلادی                                                                                               |
|                        | بلاش دوم 𐭅𐭋𐭂𐭔 (WalaΓs)             | شاهنشاه، شاه بزرگ، شاه اشکانی              | پسر بلاش یکم، رقیب پاکور دوم در سلطنت | ۷۸ میلادی - ۸۰ میلادی   | ۸۰ میلادی، در جنگ با پاکور دوم کشته شد.                                                                  |
|                        | اردوان سوم 𐭍𐭐𐭕𐭓 (Ardawan)          | شاهنشاه، شاه بزرگ، شاه اشکانی              | پسر بلاش یکم، رقیب پاکور دوم در سلطنت | ۸۰ میلادی - ۸۱ میلادی   | ۸۱ میلادی در جنگ با پاکور دوم کشته شد.                                                                   |
|                        | خسرو یکم 𐭇𐭅𐭎𐭓𐭅 (Husrow)            | شاهنشاه، شاه بزرگ، شاه اشکانی              | پسر بهنام دوم، پادشاه بخشی از سرزمین اشکانی و رقیب پاکور دوم و بلاش سوم. | ۱۰۹ میلادی - ۱۲۹ میلادی | ۱۲۹ پس از میلاد به مرگ طبیعی فوت کرد.                                                                    |
|                        | بلاش سوم 𐭅𐭋𐭂𐭔 (WalaΓs)             | شاهنشاه، شاه بزرگ، شاه اشکانی              | پسر بلاش دوم | ۱۱۰ میلادی - ۱۴۷ میلادی | ۱۴۷ میلادی                                                                                               |
|                        | مهرداد پنجم 𐭌𐭄𐭓𐭃𐭕 (Mihrdat)        | شاهنشاه، شاه بزرگ، شاه اشکانی              | پسر پاکور دوم | ۱۲۹ میلادی - ۱۴۰ میلادی | ۱۴۰ میلادی، در حمله به پادشاهی کوماژن کشته شد.                                                           |
|                        | بلاش چهارم 𐭅𐭋𐭂𐭔 (Walaγš)           | شاهنشاه، شاه بزرگ، شاه اشکانی              | پسر مهرداد پنجم | ۱۴۷ میلادی – ۱۹۱ میلادی | ۱۹۱ میلادی                                                                                               |
|                        | بلاش پنجم 𐭅𐭋𐭂𐭔 (Walaγš)            | شاهنشاه، شاه بزرگ، شاه اشکانی              | پسر بلاش چهارم | ۱۹۱ میلادی – ۲۰۸ میلادی | ۲۰۸ میلادی                                                                                               |
|                        | بلاش ششم 𐭅𐭋𐭂𐭔 (Walaγš)             | شاهنشاه، شاه بزرگ، شاه اشکانی              | پسر بلاش پنجم، تا سال ۲۱۳ تنها شاه اشکانی بود اما بعداً تنها پادشاه بخش کوچکی از سرزمین اشکانیان بود | ۲۰۸ میلادی – ۲۲۸ میلادی | ۲۲۸ میلادی، در جنگ با ساسانیان شکست خورد و کشته شد.                                                      |
|                        | اردوان چهارم 𐭍𐭐𐭕𐭓 (Ardawān)        | شاهنشاه، شاه بزرگ، شاه اشکانی              | پسر بلاش پنجم، از سال ۲۱۳ شاه بخش وسیعی از سرزمین اشکانیان بود. وی در جنگ با امپراتوری روم پیروز شد اما در نهایت در جنگ با ساسانیان شکست خورد. | ۲۱۳ میلادی – ۲۲۴ میلادی | ۲۲۴ میلادی در نبرد هرمزدگان توسط اردشیر بابکان شکست خورد و کشته شد.                                      |

### پادشاهی محلی پارس (دست‌نشانده اشکانیان) ۱۳۲ پیش از میلاد تا ۲۲۴ پس از میلاد

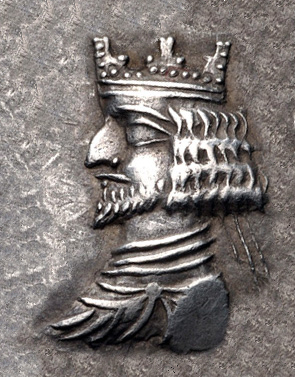
سکه‌ای از یکی از شاهان پارس با نام اردشیر. در شمارش شاهانی که از سقوط هخامنشیان و تا ظهور ساسانیان بر پارس حکومت کردند، این شاه اردشیر دوم به حساب می‌آید.

شاهان پارس اشاره به پادشاهانی دارد که از حدود ۳۳۷ پیش از میلاد تا ۲۲۴ پس از میلاد، بر منطقه شاه‌نشین پارس، در جنوب ایران، حکومت کردند. این پادشاهان، فرمانروای اشکانی را به عنوان شاهنشاه خود به رسمیت می‌شناختند؛ با این حال در نهایت یکی از آن‌ها (اردشیر بابکان) شورشی را علیه آخرین شاهنشاه اشکانی اردوان پنجم رهبری کرد و شاهنشاهی ساسانی را بنیان نهاد.
| نام | نام                             | دوران                              | سکه | نسبت با پادشاه پیشین                  | یادداشت                                                                                                |
| --- | ------------------------------- | ---------------------------------- | --- | ------------------------------------- | --- |
| ۱   | دارایان یکم                     | سال‌های پایانی قرن دوم پیش از میلاد |     | ؟                                     | دست‌نشانده اشکانیان                                                                                     |
| ۲   | وادفراداد سوم                   | سده اول پیش از میلاد               |     | ؟                                     | دست‌نشانده اشکانیان                                                                                     |
| ۳   | دارایان دوم                     | سده اول پیش از میلاد               |     | پسر وادفرداد سوم                      | دست‌نشانده اشکانیان. جمله نوشته شده بر روی سکه: d’ryw mlk brh wtprdt mlk؛ دارایان شاه، پسر وادفرداد شاه |
| ۴   | اردشیر دوم                      | سده اول پیش از میلاد               |     | پسر دارایان دوم                       | دست‌نشانده اشکانیان؛ توسط برادرش وهشیر یکم کشته شد                                                      |
| ۵   | وهشیر یکم                       | سده اول پیش از میلاد               |     | پسر دارایان دوم                       | دست‌نشانده اشکانیان                                                                                     |
| ۶   | پاکور یکم                       | سده اول میلادی                     |     | پسر وهشیر یکم                         | دست‌نشانده اشکانیان                                                                                     |
| ۷   | پاکور دوم                       | سده اول میلادی                     |     | ؟                                     | دست‌نشانده اشکانیان                                                                                     |
| ۸   | نامبد                           | سده اول میلادی                     |     | پسر اردشیر دوم                        | دست‌نشانده اشکانیان                                                                                     |
| ۹   | نپاد                            | سده اول میلادی                     |     | پسر نامبد                             | دست‌نشانده اشکانیان                                                                                     |
| ۱۰  | ناشناس                          | سده اول میلادی                     |     | ؟                                     | دست‌نشانده اشکانیان                                                                                     |
| ۱۱  | وادفراداد چهارم                 | سده دوم میلادی                     |     | ؟                                     | دست‌نشانده اشکانیان                                                                                     |
| ۱۲  | منوچهر یکم                      | سده دوم میلادی                     |     | ؟                                     | دست‌نشانده اشکانیان                                                                                     |
| ۱۳  | اردشیر سوم                      | سده دوم میلادی                     |     | پسر منوچهر یکم                        | دست‌نشانده اشکانیان                                                                                     |
| ۱۴  | منوچهر دوم                      | سده دوم میلادی                     |     | پسر اردشیر سوم                        | دست‌نشانده اشکانیان                                                                                     |
| ۱۵  | پاکور سوم                       | سده دوم میلادی                     |     | ؟                                     | دست‌نشانده اشکانیان                                                                                     |
| ۱۶  | منوچهر سوم                      | سده دوم میلادی                     |     | پسر منوچهر دوم                        | دست‌نشانده اشکانیان                                                                                     |
| ۱۷  | اردشیر چهارم                    | سده دوم میلادی                     |     | پسر منوچهر سوم                        | دست‌نشانده اشکانیان                                                                                     |
| ۱۸  | وهشیر دوم                       | ۲۰۶–۲۱۰ میلادی                     |     | ؟                                     | دست‌نشانده اشکانیان؛ آخرین شاه دودمان بازرنگی                                                           |
| ۱۹  | شاپور                           | سده سوم میلادی                     |     | برادر اردشیر یکم ساسانی               | دست‌نشانده اشکانیان                                                                                     |
| ۲۰  | اردشیر پنجم (اردشیر یکم ساسانی) | سده سوم میلادی                     |     | نخستین شاهنشاه ایران از دودمان ساسانی | دست‌نشانده اشکانیان                                                                                     |

### شاهنشاهی ساسانی[۴۳]۲۲۴ تا ۶۵۲ میلادی
| شاهنشاهان ساسانی، ۲۲۴ تا ۶۵۲ میلادی                           |                                |       |                                                                                    | |                                                                             |                                                                |                                                          | |
| نام دیهیمی                                                    | نام مهادین به زبان پهلوی       | نگاره | فرنام                                                                              | زادروز- مرگ                                                                                          | آغاز شاهی                                                                   | پایان شاهی                                                     | خویشاوندی                                                | یادداشت |
| اردشیر یکم                                                    | اَرْتَخْشَتْرَ 𐭠𐭥𐭲𐭧𐭱𐭲𐭥                |       | اردشیر پاپکان، شاه بزرگ شاهنشاه ایران و انیران                                     | مرگ: سپتامبر ۲۴۲ - به مرگ طبیعی فوت کرد                                                              | ح. ۲۱۲ میلادی به عنوان شاه پارس و از ۲۸ آوریل ۲۲۴. م به عنوان شاهنشاه ایران | سپتامبر ۲۴۲ میلادی                                             | پسر پاپک شاه پارس پسر ساسان موبد آتشکده آناهیتا در استخر | نخست شاه ایالت پارس بود و سپس با شکست دادن اردوان پنجم آخرین شاه اشکانی شاهنشاه ایران شد و شاهنشاهی ساسانی را بنیان گزاری کرد |
| شاپور یکم                                                     | شَهْپُوهْرْ 𐭱𐭧𐭯𐭥𐭧𐭥𐭩                 |       | شاه بزرگ شاهنشاه ایران و انیران                                                    | مرگ مه ۲۷۰. م - به مرگ طبیعی فوت کرد                                                                 | ۱۲ آوریل ۲۴۰. م                                                             | مه ۲۷۰. م                                                      | پسر اردشیر یکم                                           | در زمان زندگی پدر بر تخت نشست. غلبه و پیروزی شاپور یکم بر سه امپراتور روم، کشته شدن گوردیان سوم، اسارت والرین و زانو زدن وی در مقابل شاپور یکم و باج گرفتن از فیلیپ عرب                                                                                     |
| هرمز یکم                                                      | اَئُوهُرْمَزْدَ اَرْتَخْشَتْرَ 𐭠𐭥𐭧𐭥𐭬𐭦𐭣       |       | اَپرینَک شاه بزرگ ارمنان شاه (شاه ارمنستان) شاهنشاه ایران و انیران                   | مرگ: ژوئن ۲۷۱. م - به مرگ طبیعی فوت کرد                                                              | مه ۲۷۰. م                                                                   | ژوئن ۲۷۱. م                                                    | پسر شاپور یکم                                            | در کنار پدر خود، در جنگ‌های روم و ارمنستان دلاوری‌های بسیاری از خود نشان داده بود. پس از شاپور یکم، شاهنشاه ایران شد |
| بهرام یکم                                                     | وَرَهْرانْ 𐭥𐭫𐭧𐭫𐭠𐭭                  |       | گیلان شاه کرمانشاه شاه بزرگ شاهنشاه ایران و انیران                                 | مرگ: سپتامبر ۲۷۴. م - به مرگ طبیعی فوت کرد                                                           | ژوئن ۲۷۱. م                                                                 | سپتامبر ۲۷۴. م                                                 | پسر شاپور یکم                                            | در زمان فرمانروایی شاپور یکم، بهرام به عنوان شهربان گیلان و با عنوان گیلانشاه خدمت کرد. بهرام بعد از مرگ برادرش هرمز یکم با حمایت کرتیر موبد موبدان به سلطنت رسید و با برادرش نرسه به توافق رسید تا او عنوان ارمنشاه را نگه دارد. مانی در زمان او اعدام شد. |
| بهرام دوم                                                     | وَرَهْرانْ 𐭥𐭫𐭧𐭫𐭠𐭭                  |       | شاه بزرگ شاهنشاه ایران و انیران                                                    | مرگ: از ۲۹۳. م - به مرگ طبیعی فوت کرد                                                                | سپتامبر ۲۷۴. م                                                              | ۲۹۳. م                                                         | پسر بهرام یکم                                            | بهرام دوم نخستین شاهنشاهی بود که با تصویر همسر و فرزندش سکه زد. بهرام با امپراتور جدید روم، دیوکلسین صلح کرد. ایران بخشی از غرب ارمنستان را در اختیار رومیان قرار داد و بخش‌های باقی‌مانده آن سرزمین کماکان تحت فرمان نرسه باقی ماند.                         |
| بهرام سوم                                                     | وَرَهْرانْ 𐭥𐭫𐭧𐭫𐭠𐭭                  |       | سکانشاه شاهنشاه ایران و انیران                                                     | مرگ:؟                                                                                                | ۲۹۳م                                                                        | ۲۹۳م                                                           | پسر بهرام دوم                                            | در رقابت بر سر پادشاهی، از نرسی، عموی پدرش شکست خورد. |
| نرسی                                                          | نَرْسِهْ 𐭭𐭥𐭮𐭧𐭩                     |       | سکان شاه بزرگ ارمنان شاه شاهنشاه ایران و انیران                                    | مرگ: سپتامبر ۳۰۲. م - به مرگ طبیعی فوت کرد                                                           | ۲۹۳. م                                                                      | سپتامبر ۳۰۲. م                                                 | پسر شاپور یکم                                            | در برخورد با رومیان بر سر مسئله ارمنستان، در نبرد ساتالا از گالریوس، فرمانده رومی، شکست خورد تا با اسیر شدن خانواده‌اش مجبور به پذیرش عهدنامه نصیبین شود. وی پس از مدتی از مقام شاهنشاهی کناره گرفت.                                                         |
| هرمز دوم                                                      | اَئُوهُرمَزْدْ 𐭠𐭥𐭧𐭥𐭬𐭦𐭣               |       | شاهنشاه ایران و انیران                                                             | مرگ: فوریهٔ ۳۰۹. م - به دست وزرگان کشته شد                                                            | سپتامبر ۳۰۲. م                                                              | فوریهٔ ۳۰۹. م                                                   | پسر نرسی                                                 | در دوران او تیرداد سوم شاه ارمنستان که پس از شکست ایران از روم، از ایران جدا شده بود به صورت رسمی مسیحیت را به عنوان دین رسمی خود اعلام کرد |
| آذرنرسی                                                       | آتورنَرْسِهْ                       |       | شاهنشاه ایران و انیران                                                             | مرگ: مارس ۳۰۹. م - به دست وزرگان عزل و کشته شد                                                       | فوریهٔ ۳۰۹. م                                                                | مارس ۳۰۹. م                                                    | پسر هرمز دوم                                             | آذر نرسه یکی از پسران هرمز دوم و از زن اول او بود که بعد از پدر برتخت نشست؛ ولی چون اعیان و نجبای مملکت را ناراضی نمود، پس از چند ماه از سلطنت خلع و کشته شد                                                                                                |
| شاپور دوم                                                     | شَهْپُوهْرْ 𐭱𐭧𐭯𐭥𐭧𐭥𐭩                 |       | هویَه سُنبا (به تازی: ذوالاکتاف)، شاه بزرگ شاهنشاه ایران و انیران                    | تولد: ۳۰۹. م مرگ: ۳۷۹. م - به مرگ طبیعی فوت کرد                                                      | ۳۰۹. م                                                                      | ۳۷۹. م                                                         | پسر هرمز دوم                                             | او پسر هرمز دوم و مدت سلطنت او هفتاد سال بود. فتنهٔ قبایل عرب را فرونشاند و امنیت را در مرزهای شاهنشاهی برقرار کرد. قدرت وزرگان ساسانی را کاهش داد. پیروزی بر ژولیان امپراتور روم قلمروهای از دست رفته طی عهدنامه نصیبین را بازپس گرفت                       |
| اردشیر دوم                                                    | اَرْتَخْشَتْرَ 𐭠𐭥𐭲𐭧𐭱𐭲𐭥                |       | شاه آدیابن (نخوردشیرگان) شاهنشاه ایران و انیران                                    | مرگ: ۳۸۳. م - به دست وزرگان کشته شد                                                                  | ۳۷۹. م                                                                      | ۳۸۳. م                                                         | برادر شاپور دوم                                          | او که پسر شاپور دوم بود، در زمان شاهنشاهی برادرش به عنوان شاه آدیابن (نخوردشیرگان) خدمت کرد و در جنگ‌های شاپور در برابر رومیان نیز حاضر بود. |
| شاپور سوم                                                     | شَهْپُوهْرْ 𐭱𐭧𐭯𐭥𐭧𐭥𐭩                 |       | شاهنشاه ایران و انیران                                                             | مرگ: دسامبر ۳۸۸. م - به دست وزرگان به قتل رسید                                                       | ۳۸۳. م                                                                      | ۳۸۸. م                                                         | پسر شاپور دوم                                            | امضای توافق میان ایران و روم در رابطه با مسئله ارمنستان و تقسیم آن به دو بخش شرقی و غربی - بخش شرقی پادشاهی ارمنستان که وسیع‌تر بود، به ایران رسید. شاهنشاه ایران یک شاهزاده اشکانی و البته مسیحی به نام خسرو را به عنوان شاه ارمنستان شرقی برگزید           |
| بهرام چهارم                                                   | وَرَهْرانْ 𐭥𐭫𐭧𐭫𐭠𐭭                  |       | کرمانشاه بزرگ کوشانشاه شاه بزرگ شاهنشاه ایران و انیران                             | مرگ: ۳۹۹. م - به دست وزرگان به قتل رسید                                                              | ۳۸۸. م                                                                      | ۳۹۹. م                                                         | پسر شاپور دوم                                            | بسته شدن پیمان صلح با روم، شاید بدان سبب که موبدان را از تعقیب و آزار مسیحیان آن حدود، بازمی‌داشت منجر به ناخرسندی آنها، از بهرام شد. |
| یزدگرد یکم                                                    | یَزْدَکِرْتُ 𐭩𐭦𐭣𐭪𐭥𐭲𐭩                 |       | رامشهر شاه بزرگ شاهنشاه ایران (درباریان و روحانیان زرتشتی وی را بزه کار می‌خواندند) | مرگ: ۴۲۰. م - به دست وزرگان به قتل رسید                                                              | ۳۹۹. م                                                                      | ۴۲۰. م                                                         | پسر شاپور سوم                                            | آزادی مذهبی دیگر ادیان، صلح طولانی مدت با روم، کفالت تئودئوس دوم امپراتور روم شرقی، سرکوب و قتل وزرگان، مقابله با هجوم هپتالیان به مرزهای شرقی و هون‌ها به مرزهای شمالی                                                                                      |
| شاپور چهارم                                                   | شَهْپُوهْرْ 𐭱𐭧𐭯𐭥𐭧𐭥𐭩                 |       | بزرگ ارمنان شاه شاهنشاه ایران                                                      | مرگ ۴۲۰. م - به دست وزرگان به قتل رسید                                                               | ۴۲۰. م                                                                      | ۴۲۰. م                                                         | پسر یزدگرد یکم                                           | وی در زمان فرمانروایی پدرش یزدگرد یکم، شاه ارمنستان بود |
| خسرو                                                          | خسرو زورستان                   |       | شاهنشاه ایران                                                                      | ؟ | ۴۲۰. م                                                                      | ۴۲۰. م - در رقابت با پسرعمویش بهرام پنجم بر سر سلطنت شکست خورد | پسر بهرام چهارم                                          | وزرگان بعد از کشته شدن یزدگرد یکم و پسرش شاپور چهارم، خسرو را به شاهی برگزیدند |
| بهرام پنجم                                                    | وَرَهْرانْ 𐭥𐭫𐭧𐭫𐭠𐭭                  |       | گور، شاهنشاه ایران                                                                 | تولد: ۳۷۷ یا ۴۰۰. م مرگ: ۲۰ ژوئن ۴۳۸. م                                                              | ۴۲۰. م                                                                      | ۲۰ ژوئن ۴۳۸. م - به دست وزرگان در شکارگاه به قتل رسید          | پسر یزدگرد یکم                                           | ادامه صلح با روم، رسیدگی به امور مردم و رفاه آنان |
| یزدگرد دوم                                                    | یَزْدَکِرْتُ 𐭩𐭦𐭣𐭪𐭥𐭲𐭩                 |       | شاهنشاه ایران                                                                      | مرگ ۱۵ دسامبر ۴۵۷. م - به مرگ طبیعی فوت کرد                                                          | ۲۰ ژوئن ۴۳۸. م                                                              | ۱۵ دسامبر ۴۵۷. م                                               | پسر بهرام پنجم                                           | سختگیری‌های شدید مذهبی، سرکوب شورش ارمنستان در نبرد آوارایر |
| هرمز سوم                                                      | اَئوهُرْمَزْدَ 𐭠𐭥𐭧𐭥𐭬𐭦𐭣               |       | کوشانشاه شاهنشاه ایران                                                             | مرگ: ۴۵۹. م - در جنگ بر سر قدرت به دست برادرش پیروز یکم کشته شد                                      | ۴۵۷. م                                                                      | ۴۵۹. م                                                         | پسر یزدگرد دوم                                           | |
| پیروز یکم                                                     | پیروئوزَت 𐭯𐭩𐭫𐭥𐭰                 |       | سکانشاه بزرگ کوشانشاه شاه بزرگ شاهنشاه ایران                                       | مرگ: ژانویهٔ ۴۸۴. م - در نبرد هرات (۴۸۴ میلادی) با هپتالیان در مرزهای شرقی قلمروی ساسانی کشته شد      | ۴۵۹. م                                                                      | ژانویهٔ ۴۸۴. م                                                  | پسر یزدگرد دوم                                           | ادامه مقابله با هجوم کیداریان به مرزهای شرقی ساسانیان که از زمان پدرش یزدگرد دوم آغاز شده بود، مقابله با هجوم هپتالیان به مرزهای شرقی ساسانیان که از زمان پدرش یزدگرد دوم آغاز شده بود                                                                      |
| بلاش                                                          | وُلْگشْ، بهداد                    |       | شاهنشاه ایران                                                                      | مرگ: ۴۸۸. م - به دست وزرگان کشته شد                                                                  | فوریهٔ ۴۸۴. م                                                                | ۴۸۸. م                                                         | پسر یزدگرد دوم                                           | |
| کواد یکم                                                      | کَوات، 𐭪𐭥𐭠𐭲                     |       | شاه بزرگ شاهنشاه ایران                                                             | تولد :ژوئن ۴۴۹ یا ۴۷۲ مرگ :۱۳ سپتامبر ۵۳۱. م - به مرگ طبیعی فوت کرد                                  | دور اول: ۴۸۸–۴۹۶. م                                                         | ۴۹۶. م                                                         | پسر پیروز یکم                                            | ظهور مزدک و طرفداری از وی، در پی شورش مردم و وزرگان، برکنار و زندانی شد. |
| جاماسب                                                        | زاماسْبَ                         |       | شاهنشاه ایران                                                                      | | ۴۹۶. م                                                                      | ۴۹۹. م                                                         | پسر پیروز یکم                                            | در پی فرار برادرش قباد از زندان، از سلطنت کناره‌گیری و به حکومت طبرستان منصوب شد |
| کواد یکم                                                      | کَوات، 𐭪𐭥𐭠𐭲                     |       | شاهنشاه                                                                            | تولد: ژوئن ۴۴۹ یا ۴۷۲. م مرگ: ۱۳ سپتامبر ۵۳۱. م - به مرگ طبیعی فوت کرد                               | دوره دوم: ۴۹۹. م                                                            | ۱۳ سپتامبر ۵۳۱. م                                              | پسر پیروز یکم                                            | پادشاهی دوباره، آغاز جنگ با روم شرقی که تا دوران خسرو پرویز ادامه داشت |
| خسرو یکم                                                      | خُسْراوْ 𐭧𐭥𐭮𐭫𐭥𐭣𐭩 hwslwb           |       | گیلانشاه، انوشیروان، دادگر، شاه بزرگ شاهنشاه ایران                                 | تولد: ۵۰۵. م مرگ :۳۱ ژانویهٔ ۵۷۹. م - به مرگ طبیعی فوت کرد                                            | ۱۳ سپتامبر ۵۳۱. م                                                           | ۳۱ ژانویهٔ ۵۷۹. م                                               | پسر کواد یکم                                             | اصلاحات در امور اقتصادی، سیاسی کشور، بازسازی ارتش و تقسیم قلمروی ساسانی به چهار قسمت نظامی که مسئولیت هر قسمت را یک اسپهبد بر عهده داشت، نبرد با روم شرقی و تصرف انطاکیه، سرکوب شدید مزدکیان                                                                |
| هرمز چهارم                                                    | اَهورْمَزْدَ 𐭠𐭥𐭧𐭥𐭬𐭦𐭣                |       | ترکزاد، شاهنشاه ایران                                                              | تولد: حدود ۵۵۵. م مرگ: ۵۹۰. م - به دست برادران همسرش گستهم و وندوی برکنار و چند روز پس از آن کشته شد | ۳۱ ژانویهٔ ۵۷۹. م                                                            | ۵ سپتامبر ۵۹۰. م                                               | پسر خسرو یکم                                             | |
| خاندان مهران، ۵۹۰ تا ۵۹۱ میلادی                               |                                |       |                                                                                    | |                                                                             |                                                                |                                                          | |
| نام دیهیمی                                                    | نام مهادین به زبان پهلوی       | نگاره | فرنام                                                                              | زادروز- مرگ                                                                                          | آغاز شاهی                                                                   | پایان شاهی                                                     | خویشاوندی                                                | یادداشت |
| بهرام ششم                                                     | وَرَهْرانْ 𐭥𐭫𐭧𐭫𐭠𐭭                  |       | مهران، چوبینه، شاهنشاه ایران (غاصب سلطنت)                                          | مرگ: ح۵۹۲. م در ترکستان - با زمینه‌چینی خسروپرویز و به دست همسر خاقان ترک، مسموم و کشته شد.           | سپتامبر ۵۹۰. م                                                              | بهار ۵۹۱. م                                                    | پسر بهرام گشنسب از خاندان مهران                          | کودتا علیه هرمز چهارم و سپس خسروپرویز، سلطنت را غصب و خود را شاهنشاه ایران نامید |
| خاندان اسپهبدان، ۵۹۴ تا ۶۰۰ میلادی                            |                                |       |                                                                                    | |                                                                             |                                                                |                                                          | |
| نام دیهیمی                                                    | نام مهادین به زبان پهلوی       | نگاره | فرنام                                                                              | زادروز- مرگ                                                                                          | آغاز شاهی                                                                   | پایان شاهی                                                     | خویشاوندی                                                | یادداشت |
| گستهم                                                         | ویستَهم                         |       | پیروز، فرخ، شاهنشاه ایران (مدعی سلطنت)                                             | مرگ ۶۰۰. م - به دست همسرش گردیه (خواهر بهرام چوبین که بعدها به همسری خسرو دوم درآمد) کشته شد.        | ۵۹۴. م                                                                      | ۶۰۰. م                                                         | پسر شاپور از خاندان اسپهبدان                             | به همراه برادرش وندوی علیه شوهرخواهرشان، هرمز چهارم، کودتا و پس از عزل و قتل وی، خواهرزاده‌شان خسروپرویز را به شاهی رساندند اما بعد از کشته شدن برادرش به دست خسروپرویز، در ری ادعای پادشاهی کرد                                                             |
| خاندان ساسانی، ۲۲۴ تا ۶۵۲ میلادی                              |                                |       |                                                                                    | |                                                                             |                                                                |                                                          | |
| نام دیهیمی                                                    | نام مهادین به زبان پهلوی       | نگاره | فرنام                                                                              | زادروز- مرگ                                                                                          | آغاز شاهی                                                                   | پایان شاهی                                                     | خویشاوندی                                                | یادداشت |
| خسرو دوم                                                      | خُسْراوْ 𐭧𐭥𐭮𐭫𐭥𐭣𐭩                  |       | پرویز، شاه بزرگ شاهنشاه ایران                                                      | مرگ ۲۹ فوریهٔ ۶۲۸. م - در پی کودتای وزرگان از سلطنت خلع و به دست آنان به قتل رسید                     | سپتامبر ۵۹۰. م                                                              | ۲۵ فوریهٔ ۶۲۸. م                                                | پسر هرمز چهارم                                           | سرکوب وزرگان و مدعیان سلطنت مانند بهرام چوبین و دایی‌اش گستهم، آغاز دور جدید نبرد با روم شرقی که ۲۷ سال به طول انجامید که در اوایل با پیروزی‌هایی همراه بود اما در نهایت شکست خورد، تصرف دوباره مصر بعد از هزار سال، محاصره کنستانتینوپل پایتخت بیزانس        |
| کواد دوم                                                      | کَوات، شیرویه 𐭪𐭥𐭠𐭲              |       | شاهنشاه ایران                                                                      | تولد: ۵۹۶. م مرگ: اکتبر ۶۲۸. م - به علت ابتلا به بیماری وبا در تیسفون فوت کرد                        | ۲۵ فوریهٔ ۶۲۸. م                                                             | اکتبر ۶۲۸. م                                                   | پسر خسرو دوم                                             | کودتا علیه پدرش خسرو دوم، صلح با بیزانس، بازگرداندن صلیب مقدس به مسیحیان |
| اردشیر سوم                                                    | اَرْتَخشَتْرَ، شیرزاد                |       | کوچک، شاهنشاه ایران                                                                | تولد :۶۲۱ ۲۷ آوریل ۶۳۰. م - به دست شهربراز کشته شد                                                   | اکتبر ۶۲۸. م                                                                | ۲۷ آوریل ۶۳۰. م                                                | پسر کواد دوم                                             | |
| خاندان مهران، ۶۳۰ تا ۶۳۲ میلادی                               |                                |       |                                                                                    | |                                                                             |                                                                |                                                          | |
| نام دیهیمی                                                    | نام مهادین به زبان پهلوی       | نگاره | فرنام                                                                              | زادروز- مرگ                                                                                          | آغاز شاهی                                                                   | پایان شاهی                                                     | خویشاوندی                                                | یادداشت |
| شهربراز                                                       | شَهْرَ‌بَرازَ، رومی زَن، پیرگ، مهران  |       | شاهنشاه ایران                                                                      | مرگ: ۹ ژوئن ۶۳۰. م - به دست وزرگان به قتل رسید                                                       | ۲۷ آوریل ۶۳۰. م                                                             | ۹ ژوئن ۶۳۰. م                                                  | پسر اردشیر از خاندان مهران                               | شوهرخواهر خسرو دوم، از سرداران مشهور جنگ‌های بیست‌وهفت ساله و از غاصبان تخت شاهنشاهی ساسانی |
| شاپور پنجم                                                    | شَهْپُوهْرْ 𐭱𐭧𐭯𐭥𐭧𐭥𐭩، شَهْرَ‌بَرازَ، مهران |       | شاهنشاه ایران                                                                      | | ژوئن ۶۳۰. م                                                                 | ۶۳۰. م                                                         | پسر شهربراز و خواهرزاده خسرو دوم                         | در سال ۶۳۰ میلادی هنگامی که بوران‌دخت در سلطنت دوره نخست خود توسط بزرگان کشور خلع گشت، پسرعمه‌اش، شاپور شهربراز با همکاری چندی از بزرگان خود را پادشاه نامید و برای یک مدت بسیار کوتاه پادشاه ایران شد.                                                       |
| خاندان ساسانی، ۲۲۴ تا ۶۵۲ میلادی                              |                                |       |                                                                                    | |                                                                             |                                                                |                                                          | |
| نام دیهیمی                                                    | نام مهادین به زبان پهلوی       | نگاره | فرنام                                                                              | زادروز- مرگ                                                                                          | آغاز شاهی                                                                   | پایان شاهی                                                     | خویشاوندی                                                | یادداشت |
| خسرو سوم                                                      | خُسْراوْ 𐭧𐭥𐭮𐭫𐭥𐭣𐭩                  |       | کوتاه، شاهنشاه ایران                                                               | مرگ پس از ژوئن ۶۳۵. م                                                                                | ۶۲۹. م                                                                      | ۶۳۰. م                                                         | پسر کواد پسر هرمز چهارم                                  | سکه‌های نسبتاً کمیاب او ضرب تیسفون، اصطخر و کرمان هستند. نشان می‌دهد که او بر قسمت وسیعی از ایران حکومت کرده از جمله پایتخت ساسانی |
| جوانشیر                                                       |                                |       | شاهنشاه ایران                                                                      | مرگ: ۶۳۰. م - به دست وزرگان به قتل رسید                                                              | ۶۳۰. م                                                                      | خلع: ۶۳۰. م                                                    | پسر خسرو دوم                                             | |
| آزرمیدخت                                                      | آذرمیگ‌دُخْت                      |       | شهبانوی شهبانوان، بانبشن                                                           | ۱۶ ژوئن ۶۳۱. م رستم فرخزاد، آذرمیدخت را به تلافی قتل پدرش نابینا و به قتل رساند                      | ۶۳۱. م                                                                      | ۶۳۱. م                                                         | دختر خسرو دوم                                            | بعد از پسرعمه‌اش شاپور شهروراز به سلطنت رسید |
| بوران‌دخت                                                      | پُورانْدُخْت                       |       | شهبانوی شهبانوان، بانبشن                                                           | مرگ اکتبر ۶۳۲. م - توسط جناح پهلو خفه شد (روایت دیگر نقل می‌کند به مرگ طبیعی فوت کرده‌است)             | دوره اول حکومت ۱۷ ژوئن ۶۳۰. م                                               | دوره دوم ۶۳۱–۱۶ ژوئن ۶۳۲. م                                    | دختر خسرو دوم                                            | دوره اول حکومت پس از شهر براز و دوره دوم پس از خلع خواهرش آذرمیدخت |
| پیروز دوم                                                     | گُشْنَسْبْ بَندَگ پیروئوزَت 𐭯𐭩𐭫𐭥𐭰      |       | شاهنشاه ایران                                                                      | مرگ دسامبر ۶۳۱. م- به دست وزرگان به قتل رسید                                                         | اکتبر ۶۳۱. م                                                                | دسامبر ۶۳۱. م                                                  | پسر چهاربخت دختر یزدانزاد پسر خسرو یکم                   | |
| هرمز پنجم                                                     | اَئُوهُرْمَزْد 𐭠𐭥𐭧𐭥𐭬𐭦𐭣               |       | شاهنشاه ایران                                                                      | مرگ: ژوئن ۶۳۳. م - به دست رستم فرخزاد کشته شد.                                                       | اکتبر ۶۳۱. م                                                                | ژوئن ۶۳۳. م                                                    | پسر کواد دوم                                             | |
| خسرو چهارم                                                    | خُسْراوْ 𐭧𐭥𐭮𐭫𐭥𐭣𐭩 فرخزاد، خره زاد  |       | بختیار، شاهنشاه ایران                                                              | مرگ: ژوئن ۶۳۳. م - به دست رستم فرخزاد کشته شد.                                                       | آوریل ۶۳۲. م                                                                | ژوئن ۶۳۳. م                                                    | پسر خسرو دوم                                             | |
| یزدگرد سوم                                                    | یَزْدَکِرْتُ 𐭩𐭦𐭣𐭪𐭥𐭲𐭩                 |       | شاهنشاه ایران                                                                      | تولد: ۶۲۴. م (یا ۷/۶۱۶م) مرگ: ۶۵۲. م - به دست آسیابانی در مرو کشته شد                                | ۱۱ ژوئن ۶۳۳. م                                                              | ۶۵۲. م                                                         | پسر شهریار و نوه خسرو دوم                                | پس از کشته شدن یزدگرد سوم، ایران توسط اعراب تصرف شد و خاندان ساسانی تا یک سدهٔ بعد از آن تنها در طبرستان و گیلان فرمان راندند. |
| مدعیان سلطنت ساسانی در شرق ایران، ۶۵۲ تا پس از ۷۳۱/۷۳۰ میلادی |                                |       |                                                                                    | |                                                                             |                                                                |                                                          | |
| نام دیهیمی                                                    | نام مهادین به زبان پهلوی       | نگاره | فرنام                                                                              | زادروز- مرگ                                                                                          | آغاز شاهی                                                                   | پایان شاهی                                                     | خویشاوندی                                                | یادداشت |
| پیروز سوم                                                     | پیروئوزَت 𐭯𐭩𐭫𐭥𐭰                 |       | شاهنشاه                                                                            | مرگ ۶۷۹/۶۷۸. م                                                                                       | ۶۵۲م                                                                        | ۶۷۹/۶۷۸. م                                                     | پسر یزدگرد سوم                                           | |
| بهرام هفتم                                                    | ورهران (به چینی: آلوهان)       |       | ورجاوند، شاهنشاه                                                                   | مرگ ۷۱۰. م                                                                                           | ۶۵۲. م                                                                      | ۷۱۰. م                                                         | پسر یزدگرد سوم                                           | |
| نرسی سوم                                                      | نِرسِه (به چینی: نی نیش)         |       | شاه بزرگ                                                                           | | ۶۷۹/۶۷۸. م                                                                  | پس از ۷۰۹/۷۰۸. م                                               | پسر پیروز سوم                                            | |
| خسرو پنجم                                                     | خُسْراوْ 𐭧𐭥𐭮𐭫𐭥𐭣𐭩 (به چینی: ژولو)  |       | شاه بزرگ                                                                           | | ۷۱۰. م                                                                      | پس از ۷۳۱/۷۳۰. م                                               | پسر بهرام هفتم                                           | |

### گاوباریان
گاوباریان، دودمانی از شاهزادگان ساسانی بودند که از سال ۶۴۲ تا سال ۷۶۰ میلادی به مدت ۱۱۹ سال بر مناطق طبرستان و گیلان فرمانروایی کردند.
| دودمان گاوباریان، ۶۴۲ تا ۷۶۰ میلادی |          |                |              |            |             |                  |         |
| نام                                 | نگارهسکه | فرنام          | زادروزدرگذشت | آغاز سلطنت | پایان سلطنت | خویشاوندی        | یادداشت |
| گیل گیلانشاه                        |          | اسپهبد طبرستان | نامشخص ۶۸۱ م | ۶۴۲ م      | ۶۶۰ م       | پسر گیلانشاه     |         |
| دابویه                              |          | اسپهبد طبرستان | نامشخص۷۱۲ م  | ۶۶۰ م      | ۷۱۲ م       | پسر گیل گیلانشاه |         |
| فرخان بزرگ                          |          | اسپهبد طبرستان | نامشخص۷۲۸ م  | ۷۱۱ م      | ۷۲۸ م       | پسر دابویه       |         |
| دادمهر                              |          | اسپهبد طبرستان | نامشخص۷۳۴ م  | ۷۲۱ م      | ۷۳۴ م       | پسر فرخان بزرگ   |         |
| فرخان کوچک                          |          | اسپهبد طبرستان | نامشخص       | ۷۴۰ م      | ۷۴۸ م       | پسر فرخان بزرگ   |         |
| خورشید                              |          | اسپهبد طبرستان | نامشخص۷۶۱ م  | ۷۴۸ م      | ۷۶۱ م       | پسر دادمهر       |         |

### باوندیان

#### شاخه کیوسیه
- باو
- فرخزاد (۶۵۵-۶۵۱)
- ولاش (۶۷۳-۶۵۵)
- سهراب یکم (۷۱۷-۶۷۳)
- مهرمردان (۷۵۵-۷۱۷)
- سهراب دوم (۷۷۲-۷۵۵)
- شروین یکم (۸۱۷-۷۷۲)
- شهریار یکم (۸۲۵-۸۱۷)
- شاپور (۸۲۵)
- مازیار (۸۳۹-۸۲۵)
- کارن یکم (۸۶۷-۸۳۹)
- رستم یکم (۸۹۵-۸۶۷)
- شروین دوم (۹۳۰-۸۹۶)
- شهریار دوم (۹۶۴-۹۳۰)
- دارا
- رستم دوم (۹۷۹-۹۶۴)
- مرزبان دوره اول (۹۸۶-۹۷۹) دوره دوم (۹۹۸-۹۸۷) دوره سوم (۱۰۰۶-۹۹۸)
- شروین سوم (۹۸۶)
- شهریار سوم دوره اول (۹۸۷-۹۸۶) دوره دوم (۹۹۸)
- جعفر (۱۰۲۷-؟؟؟)
- کارن دوم (۱۰۷۴-۱۰۵۷)

#### شاخه اسپهبدیه
- شهریار چهارم (۱۱۱۴-۱۰۷۴)
- کارن سوم (۱۱۱۷-۱۱۱۴)
- رستم سوم (۱۱۱۸-۱۱۱۷)
- علی یکم (۱۱۴۲-۱۱۱۸)
- رستم چهارم (۱۱۶۵-۱۱۴۲)
- حسن یکم (۱۱۷۳-۱۱۶۵)
- اردشیر یکم (۱۲۰۵-۱۱۷۳)
- رستم پنجم (۱۲۱۰-۱۲۰۵)

#### شاخه کینخواریه
- اردشیر دوم (۱۲۴۹-۱۲۳۸)
- محمد (۱۲۷۱-۱۲۴۹)
- علی دوم (۱۲۷۱)
- یزدگرد (۱۳۰۰-۱۲۷۱)
- شهریار پنجم (۱۳۱۰-۱۳۰۰)
- کیخسرو (۱۳۲۸-۱۳۱۰)
- شرف‌الملوک (۱۳۳۴-۱۳۲۸)
- حسن دوم (۱۳۴۹-۱۳۳۴)

## دوران خلافت

### خلفا (۶۴۱ تا ۹۴۶ میلادی)
| خلفای راشدین، ۲۰ تا ۴۱ هجری قمری/۶۴۱ تا ۶۶۱ میلادی |                |                                       |                                            |       |                                                         |                        |                                 |                                                                                 | |
| نام                                                | نام مهادین     | کنیه                                  | فرنام                                      | نگاره | زادروز- مرگ                                             | آغاز خلافت             | پایان خلافت                     | خویشاوندی                                                                       | یادداشت |
| عمر بن خطاب                                        | عمر            | ابوحفص                                | فاروق، امیرالمؤمنین                        |       | ۳۲ پیش از هجرت/۵۹۰م تا ۲۵ذی الحجه۲۳ق/۶۴۴م               | ۲۲جمادی‌الثانی۱۳ه‍.ق/۶۳۵م | ۲۵ذی الحجه۲۳ق/۶۴۴م              | پسر خطاب پسر نفیل پسر عبدالعزی دخترش حفصه همسر پیامبر بود.                      | به دست پیروز نهاوندی غلام زرتشتی مغیره بن شعبه والی بصره، کشته شد. |
| عثمان بن عفان                                      | عثمان          | ابوعمرو                               | ذوالنورین، امیرالمؤمنین                    |       | ۴۶ پیش از هجرت/۵۷۶م تا ۱۸ذی الحجه۳۵ق/۶۵۶م               | ۲۹ذی الحجه۲۳ق/۶۴۴م     | ۱۸ذی الحجه۳۵ق/۶۵۶م              | پسر عفان پسر ابوالعاص پسر امیه با دو دختر پیامبر ازدواج کرده بود.               | در پیِ شورش مردم کشته شد. |
| علی بن ابی طالب                                    | علی            | ابوالحسن، ابوتراب                     | مرتضی، امیرالمؤمنین                        |       | رجب۲۳پیش از هجرت/۶۰۰ م تا ۲۱رمضان۴۰ ه/۳۱ ژانویه ۶۶۰ م۱۳ | ۱۹ذی الحجه۳۵ ه / ۶۵۶ م | ۲۱رمضان۴۰ق/۶۶۰م                 | پسر ابوطالب عبدمناف (عمران) پسر عبدالمطلب با فاطمه دختر پیامبر ازدواج کرده بود. | به دست عبدالرحمن ابن ملجم مرادی از خوارج در حال (نماز) کشته شد. |
| حسن بن علی                                         | حسن            | ابومحمد                               | مجتبی                                      |       | ۱۵رمضان۳ق/۶۲۴م تا ۲۸صفر۴۹ق/۶۶۸م                         | ۲۲رمضان۴۰ق/۶۶۰م        | جمادی‌الاول یا ربیع‌الاول۴۱ق/۶۶۱م | پسر علی مادرش فاطمه دختر پیامبر بود.                                            | کناره‌گیری کرد و مسموم شد و درگذشت. |
| سفیانیان، ۴۱ تا ۶۴ هجری قمری/۶۶۱ تا ۶۸۳ میلادی     |                |                                       |                                            |       |                                                         |                        |                                 |                                                                                 | |
| نام                                                | نام مهادین     | کنیه                                  | فرنام                                      | نگاره | زادروز- مرگ                                             | آغاز خلافت             | پایان خلافت                     | خویشاوندی                                                                       | یادداشت |
| معاویه یکم                                         |                | ابوعبدالله                            | امیرالمؤمنین                               |       | ۲۱پیش از هجرت/۶۰۰م تا ۱۵رجب۶۰ق/۶۸۰م                     | ربیع‌الاول۴۱ق/۶۶۱م      | ۱۵رجب۶۰ق/۶۸۰م                   | پسر ابوسفیان صخر پسر حرب پسر امیه خواهرش ام حبیبه رمله همسر پیامبر بود.         | |
| یزید یکم                                           |                |                                       | امیرالمؤمنین                               |       | ۲۶ق/۶۴۷م تا ۱۴ربیع‌الاول۶۴ق/۶۸۳م                         | ۱۵رجب۶۰ق/۶۸۰م          | ۱۴ربیع‌الاول۶۴ق/۶۸۳م             | پسر معاویه یکم                                                                  | |
| معاویه دوم                                         |                | ابوعبدالرحمن، ابولیلی                 | امیرالمؤمنین                               |       | ۴۳ق/۶۶۳م تا ۲۵ربیع‌الثانی۶۴ق/۶۸۳م                        | ۱۴ربیع‌الاول۶۴ق/۶۸۳م    | ۲۵ربیع‌الثانی۶۴ق/۶۸۳م            | پسر یزید یکم                                                                    | |
| زبیریان، ۶۴ تا ۷۳ هجری قمری/۶۸۳ تا ۶۹۲ میلادی      |                |                                       |                                            |       |                                                         |                        |                                 |                                                                                 | |
| نام                                                | نام مهادین     | کنیه                                  | فرنام                                      | نگاره | زادروز- مرگ                                             | آغاز خلافت             | پایان خلافت                     | خویشاوندی                                                                       | یادداشت |
| عبدالله بن زبیر                                    | عبدالله        | ابوبکر                                | امیرالمؤمنین                               |       | ۱ق/۶۲۲م تا ۱۵جمادی‌الاول۷۳م/۶۹۲م                         | ربیع‌الثانی۶۴ق/۶۸۳م     | ۱۵جمادی‌الاول۷۳م/۶۹۲م            | پسر زبیر پسر عوام مادرش اسماء دختر ابوبکر صدیق بود.                             | بر تمام سرزمین‌های خلافت به جز شام و مصر فرمانروا بود. کشته شد. |
| مروانیان، ۶۴ تا ۱۳۲ هجری قمری/۶۸۳ تا ۷۵۰ میلادی    |                |                                       |                                            |       |                                                         |                        |                                 |                                                                                 | |
| نام                                                | نام مهادین     | کنیه                                  | فرنام                                      | نگاره | زادروز- مرگ                                             | آغاز خلافت             | پایان خلافت                     | خویشاوندی                                                                       | یادداشت |
| مروان یکم                                          |                | ابوحکم، ابوعبدالملک                   | امیرالمؤمنین                               |       | ۲ق/۶۲۳م تا ۲۷رمضان۶۵ق/۶۸۴م                              | ۳ذی القعده۶۴ق/۶۸۳م     | ۲۷رمضان۶۵ق/۶۸۴م                 | پسر حکم بن ابوالعاص بن امیه                                                     | در عمل تنها بر شام حاکم بود. |
| عبدالملک                                           |                | ابوالولید                             | امیرالمؤمنین                               |       | رمضان۲۶ق/۶۴۷م تا ۱۴شوال۸۶ق/۷۰۵م                         | ۲۷رمضان۶۵ق/۶۸۴م        | ۱۴شوال۸۶ق/۷۰۵م                  | پسر مروان یکم                                                                   | تا سال ۷۳ق/۶۹۲م تنها بر شام حاکم بود. |
| ولید یکم                                           |                | ابوالعباس                             | امیرالمؤمنین                               |       | ۴۷ق/۶۶۷م تا ۱۵جمادی‌الثانی۹۶ق/۷۱۵م                       | ۱۴شوال۸۶ق/۷۰۵م         | ۱۵جمادی‌الثانی۹۶ق/۷۱۵م           | پسر عبدالملک                                                                    | |
| سلیمان                                             |                | ابوایوب، ابوتراب                      | امیرالمؤمنین                               |       | ۵۴ق/۶۷۴م تا ۲۰صفر۹۹ق/۷۱۷م                               | ۱۵جمادی‌الثانی۹۶ق/۷۱۵م  | ۲۰صفر۹۹ق/۷۱۷م                   | پسر عبدالملک                                                                    | |
| عمر بن عبدالعزیز                                   | عمر            | ابوحفص، ابوخالد، ابویزید              | امیرالمؤمنین                               |       | ۶۲ق/۶۸۱م تا ۲۵رجب۱۰۱ق/۷۲۰م                              | ۲۰صفر۹۹ق/۷۱۷م          | ۲۵رجب۱۰۱ق/۷۲۰م                  | پسر عبدالعزیز پسر مروان یکم                                                     | |
| یزید دوم                                           |                | ابوخالد                               | امیرالمؤمنین                               |       | ۶۵ق/۶۸۴م تا ۲۵شعبان۱۰۵ق/۷۲۴م                            | ۲۵رجب۱۰۱ق/۷۲۰م         | ۲۵شعبان۱۰۵ق/۷۲۴م                | پسر عبدالملک                                                                    | |
| هشام                                               |                | ابوالولید                             | امیرالمؤمنین                               |       | ۷۲ق/۶۹۱م تا ۶ربیع‌الثانی۱۲۵ق/۷۴۳م                        | ۲۵شعبان۱۰۵ق/۷۲۴م       | ۶ربیع‌الثانی۱۲۵ق/۷۴۳م            | پسر عبدالملک                                                                    | |
| ولید دوم                                           |                | ابوالعباس                             | امیرالمؤمنین                               |       | ۸۴ق/۷۰۲م تا ۲۷جمادی‌الثانی۱۲۶ق/۷۴۴م                      | ۶ربیع‌الثانی۱۲۵ق/۷۴۳م   | ۲۷جمادی‌الثانی۱۲۶ق/۷۴۴م          | پسر یزید دوم                                                                    | |
| یزید سوم                                           |                | ابوالعباس                             | امیرالمؤمنین                               |       | ۸۷/۷۰۵م تا ۲۰ذی الحجه۱۲۶ق/۷۴۴م                          | ۲۷جمادی‌الثانی۱۲۶ق/۷۴۴م | ۲۰ذی الحجه۱۲۶ق/۷۴۴م             | پسر ولید یکم                                                                    | |
| ابراهیم                                            |                | ابواسحاق                              | امیرالمؤمنین                               |       | مرگ صفر۱۳۲ق/۷۵۰م                                        | ۲۰ذی الحجه۱۲۶ق/۷۴۴م    | ۱۴صفر۱۲۷ق/۷۴۴م                  | پسر ولید یکم                                                                    | کناره‌گیری کرد. |
| مروان دوم                                          |                | ابوعبدالله، ابوعبدالملک، ابوعبدالرحمن | امیرالمؤمنین                               |       | ۷۴ق/۶۹۳م تا ۲۷ذی الحجه۱۳۲ق/۷۵۰م                         | ۱۴صفر۱۲۷ق/۷۴۴م         | ۲۷ذی الحجه۱۳۲ق/۷۵۰م             | پسر محمد بن مروان یکم                                                           | کشته شد. پس از این خلافت خاندان اموی در اندلس ادامه یافت. |
| عباسیان، ۱۳۲ تا ۳۳۴ هجری قمری/۷۵۰ تا ۹۴۶ میلادی    |                |                                       |                                            |       |                                                         |                        |                                 |                                                                                 | |
| نام                                                | نام مهادین     | کنیه                                  | فرنام                                      | نگاره | زادروز- مرگ                                             | آغاز خلافت             | پایان خلافت                     | خویشاوندی                                                                       | یادداشت |
| سفاح                                               | عبدالله        | ابوالعباس                             | امیرالمؤمنین، مرتضی                        |       | ۱۰۸ق/۷۲۶م تا ۱۳ذی الحجه۱۳۶ق/۷۵۴م                        | ۱۳ربیع‌الاول۱۳۲ق/۷۵۰م   | ۱۳ذی الحجه۱۳۶ق/۷۵۴م             | پسر محمد پسر علی پسر عبدالله بن عباس                                            | |
| منصور                                              | عبدالله        | ابوجعفر                               | امیرالمؤمنین، المنصور بالله                |       | ۷ذی الحجه۹۷ق/۷۰۶م تا ۶ذی الحجه۱۵۸ق/۷۷۵م                 | ۱۳ذی الحجه۱۳۶ق/۷۵۴م    | ۶ذی الحجه۱۵۸ق/۷۷۵م              | پسر محمد پسر علی پسر عبدالله بن عباس                                            | |
| مهدی                                               | محمد           | ابوعبدالله                            | امیرالمؤمنین، المهدی بالله                 |       | ۱۲۶ق/۷۴۳م تا ۲۲محرم۱۶۹ق/۷۸۵م                            | ۶ذی الحجه۱۵۸ق/۷۷۵م     | ۲۲محرم۱۶۹ق/۷۸۵م                 | پسر منصور                                                                       | |
| هادی                                               | موسی           | ابومحمد                               | امیرالمؤمنین، الهادی بالله                 |       | ۱۴۸ق/۷۶۴م تا ۱۶ربیع‌الاول۱۷۰ق/۷۸۶م                       | ۲۲محرم۱۶۹ق/۷۸۵م        | ۱۶ربیع‌الاول۱۷۰ق/۷۸۶م            | پسر مهدی                                                                        | |
| رشید                                               | هارون          | ابوجعفر                               | امیرالمؤمنین، الرشید بالله                 |       | ۱۵۱ق/۷۶۷م تا ۳جمادی‌الثانی۱۹۳ق/۸۰۹م                      | ۱۷ربیع‌الاول۱۷۰ق/۷۸۶م   | ۳جمادی‌الثانی۱۹۳ق/۸۰۹م           | پسر مهدی                                                                        | |
| امین                                               | محمد           | ابوعبدالله                            | امیرالمؤمنین، الامین بالله                 |       | رمضان۱۷۰ق/۷۸۶م تا ۲۶محرم۱۹۸ق/۸۱۳م                       | ۳جمادی‌الثانی۱۹۳ق/۸۰۹م  | ۲۶محرم۱۹۸ق/۸۱۳م                 | پسر رشید                                                                        | کشته شد. |
| مأمون                                              | عبدالله        | ابوالعباس                             | امیرالمؤمنین، المأمون بالله                |       | ۱۷ربیع‌الاول۱۷۰ق/۷۸۶م تا ۱۶رجب۲۱۸ق/۸۳۳م                  | ۲۶محرم۱۹۸ق/۸۱۳م        | ۱۶رجب۲۱۸ق/۸۳۳م                  | پسر رشید                                                                        | |
| مبارک                                              | ابراهیم        |                                       | امیرالمؤمنین، المبارک بالله                |       | ۱۶۲ق/ تا ۲۲۴ق/۸۳۹م                                      | محرم۲۰۲ق/۸۱۷م          | ۲۳ذی الحجه۲۰۳ق/۸۱۹م             | پسر مهدی                                                                        | برکنار شد. |
| معتصم                                              | محمد           | ابواسحاق                              | امیرالمؤمنین، المعتصم بالله                |       | ۱۸۰ق/۷۹۶م تا ۱۸ربیع‌الاول۲۲۷ق/۸۴۲م                       | ۱۶رجب۲۱۸ق/۸۳۳م         | ۱۸ربیع‌الاول۲۲۷ق/۸۴۲م            | پسر رشید                                                                        | |
| واثق                                               | هارون          | ابوجعفر                               | امیرالمؤمنین، الواثق بالله                 |       | ۲۰۰ق/۸۱۶م تا ۲۳ذی الحجه۲۳۲ق/۸۴۷م                        | ۱۸ربیع‌الاول۲۲۷ق/۸۴۲م   | ۲۳ذی الحجه۲۳۲ق/۸۴۷م             | پسر معتصم                                                                       | |
| متوکل                                              | جعفر           | ابوالفضل                              | امیرالمؤمنین، المتوکل علی‌الله              |       | ۲۰۵ق/۸۲۱م تا ۴شوال۲۴۷ق/۸۶۱م                             | ۲۳ذی الحجه۲۳۲ق/۸۴۷م    | ۴شوال۲۴۷ق/۸۶۱م                  | پسر معتصم                                                                       | کشته شد. |
| منتصر                                              | محمد           | ابوجعفر                               | امیرالمؤمنین، المنتصر بالله                |       | ۲۲۳ق/۸۳۸م تا ۳ربیع‌الثانی۲۴۸ق/۸۶۲م                       | ۴شوال۲۴۷ق/۸۶۱م         | ۳ربیع‌الثانی۲۴۸ق/۸۶۲م            | پسر متوکل                                                                       | |
| مستعین                                             | احمد           | ابوالعباس                             | امیرالمؤمنین، المستعین بالله               |       | ۲۲۵ق/۸۴۰م تا ۴محرم۲۵۲ق/۸۶۶م                             | ۳ربیع‌الثانی۲۴۸ق/۸۶۲م   | ۴محرم۲۵۲ق/۸۶۶م                  | پسر محمداکبر پسر معتصم                                                          | کشته شد. |
| معتز                                               | محمد (یا زبیر) | ابوعبدالله                            | امیرالمؤمنین، المعتز بالله                 |       | ۲۳۲ق/۸۴۷م تا ۲۷رجب۲۵۵ق/۸۶۹م                             | ۴محرم۲۵۲ق/۸۶۶م         | ۲۷رجب۲۵۵ق/۸۶۹م                  | پسر متوکل                                                                       | کشته شد. |
| مهتدی                                              | محمد           | ابواسحاق                              | امیرالمؤمنین، المهتدی بالله                |       | ۲۱۷ق/۸۳۲م تا ۱۸رجب۲۵۶ق/۸۷۰م                             | ۲۷رجب۲۵۵ق/۸۶۹م         | ۱۸رجب۲۵۶ق/۸۷۰م                  | پسر واثق                                                                        | کشته شد. |
| معتمد                                              | احمد           | ابوالعباس                             | امیرالمؤمنین، المعتمد علی‌الله              |       | ۲۲۸ق/۸۴۳م تا ۲۰رجب۲۷۹ق/۸۹۲م                             | ۱۸رجب۲۵۶ق/۸۷۰م         | ۲۰رجب۲۷۹ق/۸۹۲م                  | پسر متوکل                                                                       | |
| معتضد                                              | احمد           | ابوالعباس                             | امیرالمؤمنین، المعتضد علی‌الله              |       | ۲۴۲ق/۸۵۶م تا ۲۲ربیع‌الثانی۲۸۹ق/۹۰۲م                      | ۲۰رجب۲۷۹ق/۸۹۲م         | ۲۲ربیع‌الثانی۲۸۹ق/۹۰۲م           | پسر موفق پسر متوکل                                                              | |
| مکتفی                                              | علی            | ابومحمد                               | امیرالمؤمنین، المکتفی بالله                |       | ۲۶۴ق/۸۷۸م تا ۱۲ذی القعده۲۹۵ق/۹۰۸م                       | ۲۲ربیع‌الثانی۲۸۹ق/۹۰۲م  | ۱۲ذی القعده۲۹۵ق/۹۰۸م            | پسر معتضد                                                                       | |
| مقتدر                                              | جعفر           | ابوالفضل                              | امیرالمؤمنین، المقتدر بالله                |       | ۲۱رمضان۲۸۲ق/۸۹۵م تا ۲۷شوال۳۲۰ق/۹۳۲م                     | ۱۲ذی القعده۲۹۵ق/۹۰۸م   | ۲۱ربیع‌الاول۲۹۶ق/۹۰۹م            | پسر معتضد                                                                       | برکنار شد. |
| مرتضی                                              | عبدالله        | ابوالعباس                             | امیرالمؤمنین، المرتضی بالله، المنتصف بالله |       | ۲۴۶ق/۸۶۰م تا ۲۲ربیع‌الثانی۲۹۶ق/۹۰۹م                      | ۲۱ربیع‌الاول۲۹۶ق/۹۰۹م   | ۲۲ربیع‌الاول۲۹۶ق/۹۰۹م            | پسر معتز                                                                        | برکنار و کشته شد. |
| مقتدر                                              | جعفر           | ابوالفضل                              | امیرالمؤمنین، المقتدر بالله                |       | ۲۱رمضان۲۸۲ق/۸۹۵م تا ۲۷شوال۳۲۰ق/۹۳۲م                     | ۲۲ربیع‌الاول۲۹۶ق/۹۰۹م   | ۱۵محرم۳۱۷ق/۹۲۹م                 | پسر معتضد                                                                       | خلافت دوباره. برکنار شد. |
| قاهر                                               | محمد           | ابومنصور                              | امیرالمؤمنین، القاهر بالله                 |       | ۲۸۷ق/۹۰۰م تا ۳۳۸ق/۹۴۸م                                  | ۱۵محرم۳۱۷ق/۹۲۹م        | ۱۶محرم۳۱۷ق/۹۲۹م                 | پسر معتضد                                                                       | برکنار شد. |
| مقتدر                                              | جعفر           | ابوالفضل                              | امیرالمؤمنین، المقتدر بالله                |       | ۲۱رمضان۲۸۲ق/۸۹۵م تا ۲۷شوال۳۲۰ق/۹۳۲م                     | ۱۶محرم۳۱۷ق/۹۲۹م        | ۲۷شوال۳۲۰ق/۹۳۲م                 | پسر معتضد                                                                       | خلافت سه باره. |
| قاهر                                               | محمد           | ابومنصور                              | امیرالمؤمنین، القاهر بالله                 |       | ۲۸۷ق/۹۰۰م تا ۳۳۸ق/۹۴۸م                                  | ۲۷شوال۳۲۰ق/۹۳۲م        | ۶جمادی‌الاول۳۲۲ق/۹۳۴م            | پسر معتضد                                                                       | خلافت دوباره. برکنار و نابینا شد. |
| راضی                                               | احمد (یا محمد) | ابوالعباس                             | امیرالمؤمنین، الراضی بالله                 |       | ۲۹۷ق/ ۹۱۰م تا ۲۰ربیع‌الاول۳۲۹ق/۹۴۰م                      | ۶جمادی‌الاول۳۲۲ق/۹۳۴م   | ۲۰ربیع‌الاول۳۲۹ق/۹۴۰م            | پسر مقتدر                                                                       | |
| متقی                                               | ابراهیم        | ابواسحاق                              | امیرالمؤمنین، المتقی بالله                 |       | ۲۹۷ق/ ۹۱۰م تا شعبان۳۵۷ق/۹۶۸م                            | ۲۰ربیع‌الاول۳۲۹ق/۹۴۰م   | ۲۰صفر۳۳۳ق/۹۴۴م                  | پسر مقتدر                                                                       | برکنار و نابینا شد. |
| مستکفی                                             | عبدالله        | ابوالقاسم                             | امیرالمؤمنین، المستکفی بالله               |       | ۲۹۲ق/۹۰۵م تا ۳۳۸ق/۹۵۰م                                  | ۲۰صفر۳۳۳ق/۹۴۴م         | ۲۲جمادی‌الثانی۳۳۴ق/۹۴۶م          | پسر مکتفی                                                                       | برکنار و نابینا شد. پس از این خلافت قدرت فرمانروایی بر ایران نداشت. آل بویه، عباسیان را در بغداد حفظ کردند که به نظر برخی از مسلمانان اهل سنت، سلسله آنها را مشروعیت بخشید. خلافت خاندان عباسی تا ۶۵۶ق/۱۲۵۸م در بغداد و پس از آن در قاهره ادامه یافت. |

### میان پرده‌های ایرانی

#### طاهریان
| پادشاهان دودمان طاهریان (۸۲۱ تا ۸۷۳ میلادی) (۲۰۵ تا ۲۵۹ هجری) |                 |              |               |
| لقب                                                           | نام پادشاه      | آغاز پادشاهی | پایان پادشاهی |
| طاهر ذوالیمینین                                               | طاهر بن حسین    | ۸۲۱ م        | ۸۲۲ م         |
| امیر                                                          | طلحه بن طاهر    | ۸۲۲ م        | ۸۲۸ م         |
| امیر                                                          | عبدالله بن طاهر | ۸۳۰ م        | ۸۴۴ م         |
| امیر                                                          | طاهر بن عبدالله | ۸۴۴ م        | ۸۷۲ م         |
| امیر                                                          | محمد بن طاهر    | ۸۷۲ م        | ۸۷۶ م         |

#### صفاریان
| لقب           | نام شخصی            | آغاز پادشاهی | پایان پادشاهی | توضیحات                                                            |
| ------------- | ------------------- | ------------ | ------------- | ------------------------------------------------------------------ |
| امیر صفار     | یعقوب لیث           | ۸۶۱ م        | ۸۷۹ م         | شروع حکومت با تصرف سیستان (طاهریان را برانداخت)                    |
| امیر          | عمرو لیث            | ۸۷۹ م        | ۹۰۱ م         | از سامانیان شکست خورد و در زندان بغداد بدستور خلیفه عباسی کشته شد. |
| امیر ابوحسن   | طاهر بن محمد صفاری  | ۹۰۱ م        | ۹۰۸ م         | از خلافت عباسیان، اطاعت ضمنی داشت.                                 |
| امیر          | لیث بن علی بن لیث   | ۹۰۸ م        | ۹۱۰ م         |                                                                    |
| امیر          | محمد بن علی لیث     | ۹۱۰ م        | ۹۱۱ م         |                                                                    |
| امیر          | المعدل بن علیالمعضل | ۹۱۱ م        | ۹۱۱ م         |                                                                    |
| امیر ابوحفص   | عمرو بن یعقوب       | ۹۱۲ م        | ۹۱۳ م         | از دست دادن قلمرو توسط سامانیان (۹۱۳–۹۲۲ میلادی)                   |
| امیر ابوجعفر  | احمد بن محمد بن خلف | ۹۲۲ م        | ۹۶۳ م         |                                                                    |
| امیرولی‌الدوله | خلف بن احمد         | ۹۶۳ م        | ۱۰۰۲ م        | سقوط توسط سلطان محمود غزنوی (۱۰۰۲ میلادی)                          |

#### علویان تبرستان
| لقب          | نام پادشاه            | آغاز پادشاهی | پایان پادشاهی |
| ------------ | --------------------- | ------------ | ------------- |
| داعی طبرستان | حسن بن زید، داعی کبیر | ۲۵۰ هجری     | ۲۷۰ هجری      |
| داعی طبرستان | القائم                |              |               |
| داعی طبرستان | محمد بن زید داعی الحق |              |               |
|              | ناصر للحق، ناصر کبیر  |              |               |
| داعی طبرستان | داعی صغیر             |              |               |

#### سامانیان
| شاه                   | لقب                | آغاز پادشاهی | پایان پادشاهی |
| --------------------- | ------------------ | ------------ | ------------- |
| اسماعیل بن احمد       | نامی به امیر ماضی  | ۲۷۹          | ۲۹۵           |
| احمد بن اسماعیل       | نامی به امیر شهید  | ۲۹۵          | ۳۰۱           |
| نصر بن احمد           | نامی به امیر سعید  | ۳۰۱          | ۳۳۱           |
| نوح بن نصر            | نامی به امیر حمید  | ۳۳۱          | ۳۴۳           |
| عبدالملک بن نوح (یکم) | نامی به امیر رشید  | ۳۴۳          | ۳۵۰           |
| منصور بن نوح (یکم)    | نامی به امیر سدید  | ۳۵۰          | ۳۶۵           |
| نوح بن منصور          | نامی به امیر رضی   | ۳۶۵          | ۳۸۷           |
| منصور بن نوح (دوم)    |                    | ۳۸۷          | ۳۸۹           |
| عبدالملک بن نوح (دوم) |                    | ۳۸۹          | ۳۸۹           |
| اسماعیل دوم           | نامی به امیر مُنتَصِر | ۳۸۹          | ۳۹۵           |

#### زیاریان
| لقب           | نام پادشاه           | نگاره | آغاز پادشاهی                   | پایان پادشاهی                  |
| ------------- | -------------------- | ----- | ------------------------------ | ------------------------------ |
| شاهنشاه زیاری | مرداویج زیاری        |       | ۳۱۹                            | ۳۲۳                            |
| امیر زیاری    | وشمگیر               |       | ۳۲۳                            | ۳۵۶                            |
| امیر زیاری    | بیستون پسر وشمگیر    |       | ۳۵۷                            | ۳۶۶                            |
| امیر زیاری    | قابوس پسر وشمگیر     |       | ۳۶۶ (دوره نخست) ۳۸۸ (دوره دوم) | ۳۷۱ (دوره نخست) ۴۰۸ (دوره دوم) |
| امیر زیاری    | منوچهر پسر قابوس     |       | ۴۰۳                            | ۴۲۱                            |
| امیر زیاری    | انوشیروان پسر منوچهر |       | ۴۲۱                            | ۴۳۵                            |

#### بوییان
| لقب                            | کنیه       | نام            | نگاره | لقب | زادروز- مرگ | آغاز شاهی | پایان شاهی | خویشاوندی                          | یادداشت |
| ------------------------------ | ---------- | -------------- | ----- | --- | ----------- | --------- | ---------- | ---------------------------------- | ------- |
| آل بویهٔ فارس (۹۳۳–۱۰۶۲ میلادی) |            |                |       |     |             |           |            |                                    |         |
| عمادالدوله                     | ابوالحسن   | علی            |       |     | ۸۹۱–۹۴۹     | ۹۳۴       | ۹۴۹        | پسر بویه                           |         |
| عضدالدوله                      | ابوشجاع    | پناه‌خسرو       |       |     | ۹۳۶–۹۸۳     | ۹۴۹       | ۹۸۳        | پسر رکن‌الدوله برادرزاده عمادالدوله |         |
| شرف‌الدوله                      | ابوالفوارس | شیرذیل (شیردل) |       |     | ۹۶۲–۹۸۹     | ۹۸۳       | ۹۸۹        | پسر عضدالدوله                      |         |
| صمصام‌الدوله                    | ابوکالیجار | مرزبان         |       |     | ۹۶۴–۹۹۸     | ۹۸۹       | ۹۹۸        | پسر عضدالدوله                      |         |
| بهاءالدوله                     | ابونصر     | پیروزخوارشاذ   |       |     | ۹۷۱–۱۰۱۲    | ۹۹۸       | ۱۰۱۲       | پسر عضدالدوله                      |         |
| سلطان‌الدوله                    | ابوشجاع    | پناه‌خسرو       |       |     | ۹۹۲–۱۰۲۴    | ۱۰۱۲      | ۱۰۲۴       | پسر بهاءالدوله                     |         |
| عمادالدوله                     | ابوکالیجار | مرزبان         |       |     | ۱۰۱۱–۱۰۴۸   | ۱۰۲۴      | ۱۰۴۸       | پسر سلطان‌الدوله                    |         |
| —                              | ابومنصور   | پولادستون      |       |     | ۱۰۶۲-؟      | ۱۰۴۸      | ۱۰۶۲       | پسر عمادالدوله ابوکالیجار مرزبان   |         |

| لقب                          | کنیه     | نام  | نگاره | لقب | زادروز- مرگ | آغاز شاهی | پایان شاهی | خویشاوندی     | یادداشت |
| ---------------------------- | -------- | ---- | ----- | --- | ----------- | --------- | ---------- | ------------- | ------- |
| آل بویهٔ ری (۹۴۳–۱۰۲۹ میلادی) |          |      |       |     |             |           |            |               |         |
| رکن‌الدوله                    | ابوعلی   | حسن  |       |     | ۸۹۸–۹۷۶     | ۹۳۵       | ۹۷۶        | پسر بویه      |         |
| فخرالدوله                    | ابوالحسن | علی  |       |     | ۹۵۲–۹۹۷     | ۹۷۶       | ۹۸۰        | پسر رکن‌الدوله |         |
| مؤیدالدوله                   | ابومنصور | بویه |       |     | ۹۴۱–۹۸۳     | ۹۷۷       | ۹۸۳        | پسر رکن‌الدوله |         |
| فخرالدوله (بار دوم)          | ابوالحسن | علی  |       |     | ۹۵۲–۹۹۷     | ۹۸۴       | ۹۹۷        | پسر رکن‌الدوله |         |
| مجدالدوله                    | ابوطالب  | رستم |       |     | ۹۹۳–۱۰۲۹    | ۹۹۷       | ۱۰۲۹       | پسر فخرالدوله |         |

| لقب                             | کنیه     | نام     | نگاره | لقب | زادروز- مرگ | آغاز شاهی | پایان شاهی | خویشاوندی     | یادداشت |
| ------------------------------- | -------- | ------- | ----- | --- | ----------- | --------- | ---------- | ------------- | ------- |
| آل بویهٔ همدان (۹۷۶–۱۰۲۴ میلادی) |          |         |       |     |             |           |            |               |         |
| مؤیدالدوله                      | ابومنصور | بویه    |       |     | ۹۴۱–۹۸۳     | ۹۷۶       | ۹۸۳        | پسر رکن‌الدوله |         |
| فخرالدوله                       | ابوالحسن | علی     |       |     | ۹۵۲–۹۹۷     | ۹۸۴       | ۹۹۷        | پسر رکن‌الدوله |         |
| شمس‌الدوله                       | ابوطاهر  | شاه‌خسرو |       |     | ۱۰۲۱-؟      | ۹۹۷       | ۱۰۲۱       | پسر فخرالدوله |         |
| سماءالدوله                      | ابوالحسن | ؟ علی   |       |     | ۱۰۲۳-؟      | ۱۰۲۱      | ۱۰۲۳       | پسر شمس‌الدوله |         |

| لقب                            | کنیه       | نام            | نگاره | لقب | زادروز- مرگ | آغاز شاهی | پایان شاهی | خویشاوندی                        | یادداشت |
| ------------------------------ | ---------- | -------------- | ----- | --- | ----------- | --------- | ---------- | -------------------------------- | ------- |
| آل بویه عراق (۹۴۵–۱۰۵۵ میلادی) |            |                |       |     |             |           |            |                                  |         |
| معزالدوله                      | ابوالحسن   | احمد           |       |     | ۹۱۵–۹۶۷     | ۹۴۵       | ۹۶۷        | پسر بویه                         |         |
| عزالدوله                       | ابومنصور   | بختیار         |       |     | ۹۴۳–۹۷۹     | ۹۶۷       | ۹۷۸        | پسر معزالدوله                    |         |
| عضدالدوله                      | ابوشجاع    | پناه‌خسرو       |       |     | ۹۳۷–۹۸۳     | ۹۷۸       | ۹۸۳        | پسر رکن‌الدوله                    |         |
| صمصام‌الدوله                    | ابوکالیجار | مرزبان         |       |     | ۹۶۴–۹۹۸     | ۹۸۳       | ۹۸۷        | پسر عضدالدوله                    |         |
| شرف‌الدوله                      | ابوالفوارس | شیرذیل (شیردل) |       |     | ۹۶۲–۹۸۹     | ۹۸۷       | ۹۸۹        | پسر عضدالدوله                    |         |
| بهاءالدوله                     | ابونصر     | پیروزخوارشاذ   |       |     | ۹۷۰–۱۰۱۲    | ۹۸۹       | ۱۰۱۲       | پسر عضدالدوله                    |         |
| سلطان‌الدوله                    | ابوشجاع    | پناه‌خسرو       |       |     | ۹۹۲–۱۰۲۴    | ۱۰۱۲      | ۱۰۲۱       | پسر بهاءالدوله                   |         |
| مشرف‌الدوله                     | ابوعلی     | حسن            |       |     | ۱۰۰۲–۱۰۲۵   | ۱۰۲۱      | ۱۰۲۵       | پسر بهاءالدوله                   |         |
| جلال‌الدوله                     | ابوطاهر    | پیروزخسرو      |       |     | ۹۹۴–۱۰۴۳    | ۱۰۲۷      | ۱۰۴۴       | پسر بهاءالدوله                   |         |
| عمادالدوله                     | ابوکالیجار | مرزبان         |       |     | ۱۰۱۱–۱۰۴۸   | ۱۰۴۴      | ۱۰۴۸       | پسر سلطان‌الدوله                  |         |
| مَلِکِ رحیم                       | ابونصر     | خسروپیروز      |       |     | ۱۰۵۸-؟      | ۱۰۴۸      | ۱۰۵۵       | پسر عمادالدوله ابوکالیجار مرزبان |         |

### سلسله‌هایترک‌تبار

#### غزنویان
غزنویان پس از ضعیف شدن سامانیان و صفاریان قلمرو آنان را تصرف کردند. در زمان اوج قدرت غزنویان که تا ری را تصرف نمودند ایران به دوبخش تقسیم شده بود آل بویه در غرب از گیلان تا فارس و خوزستان و عراق و غزنویان در شرق خراسان و سیستان و سند و تا نزدیکی هند را در تصرف داشتند و قدرت عباسیان در ایران کمرنگ شد.
| نام پادشاه                                                   | لقب                           | آغاز پادشاهی                                           | پایان پادشاهی                    |
| ------------------------------------------------------------ | ----------------------------- | ------------------------------------------------------ | -------------------------------- |
| آلپ‌تگین                                                      | آلپ‌تگین                       | ۳۵۱                                                    |                                  |
| ابراهیم بن آلپتکین                                           | ابواسحاق                      | ۳۵۲                                                    |                                  |
| بلکاتکین (غلام الپتکین)                                      |                               | ۳۵۵                                                    |                                  |
| پیری (غلام الپتکین)                                          |                               | ۳۶۲                                                    |                                  |
| سبکتگین (غلام الپتکین)                                       | ناصرالدوله                    | ۳۶۷                                                    |                                  |
| اسماعیل بن سبکتگین                                           |                               | ۳۸۷                                                    |                                  |
| سلطان محمود پسر سبکتگین                                      | یمین‌الدوله ابوالقاسم          | ۳۸۹                                                    |                                  |
| سلطان محمد پسر محمود پسر سبکتگین                             | جلال‌الدوله                    | صفر ۴۲۱                                                |                                  |
| سلطان مسعود اول پسر محمود پسر سبکتگین                        |                               | شوال ۴۲۱                                               |                                  |
| سلطان محمد (برای بار دوم حکومت کرد و به سال ۴۳۳ ه‍.ق کشته شد). |                               |                                                        |                                  |
| سلطان مودود پسر مسعود پسر محمود                              | شهاب‌الدوله ابوسعد             | ۴۳۳ (درگذشتهٔ به سال ۴۴۰ ه‍.ق).                           |                                  |
| مسعود دوم                                                    |                               | ۴۴۰ (طفلی که چند هفته حکومت کرد)                       |                                  |
| علی بن مسعود                                                 | بهاء الدوله ابوالحسن          | رجب ۴۴۰                                                |                                  |
| عبدالرشید پسر محمود پسر سبکتگین                              | عزالدوله                      | ۴۴۱                                                    |                                  |
| طغرل غاصب                                                    |                               | (غلام محمود بود ۴۰ روز حکومت کرد و به سال ۴۴۴ درگذشت). |                                  |
| فرخزاد پسر مسعود پسر محمود                                   | جمال‌الدوله                    | ۴۴۴                                                    |                                  |
| ابراهیم پسر مسعود پسر محمود                                  | ظهیرالدوله جلال‌الدین ملک مؤید | ۴۵۱                                                    |                                  |
| مسعود سوم پسر ابراهیم پسر مسعود                              | علاءالدوله ابوسعد             | ۴۹۲                                                    |                                  |
| شیرزاد بن مسعود                                              | کمال‌الدوله                    | ۵۰۸                                                    |                                  |
| ارسلان‌شاه                                                    | سلطان‌الدوله                   | ۵۰۹                                                    |                                  |
| بهرام‌شاه پسر مسعود پسر ابراهیم                               | یمین‌الدوله                    | جمادی‌الاولی ۵۱۲ ق                                      | (به سال ۵۴۷ ق. / ۱۱۵۲ م. درگذشت) |
| خسروشاه پسر بهرام‌شاه پسر مسعود                               | معزالدوله                     | ۵۴۷                                                    | (به سال ۵۵۵ ق. / ۱۱۶۰ م. درگذشت) |
| خسروملک پسر خسروشاه پسر بهرام‌شاه                             | تاج‌الدوله                     | ۵۵۵                                                    |                                  |

#### سلجوقیان
| نام دیهیمی                  | نام دیهیمی | نام اصلی | نگاره | لقب                                      | زادروز- مرگ | آغاز شاهی | پایان شاهی | خویشاوندی                        | یادداشت |
| --------------------------- | ---------- | -------- | ----- | ---------------------------------------- | ----------- | --------- | ---------- | -------------------------------- | --- |
| سلجوقیان (۱۰۳۷–۱۱۹۴ میلادی) |            |          |       |                                          |             |           |            |                                  | |
| ۱                           | طغرل یکم   | محمد     |       | رکن الدین، ابوطالب، بیگ، سلطان           | ۹۹۵–۱۰۶۳    | ۱۰۳۷      | ۱۰۶۳       | پسر میکائیل پسر سلجوق            | طغرل بیک ابوطالب محمد بن میکائیل (۴۵۵–۳۸۵ هجری قمری/۱۰۶۳–۹۹۳ میلادی) اولین سلطان و مؤسس سلسلهٔ سلجوقیان بود. او به مدت ۲۶ سال بر قلمرویی مشتمل بر ماوراءالنهر، خراسان بزرگ، فلات ایران و سرزمین‌های همجوار همچون قفقاز جنوبی، عراق، بخشی از آناتولی، و قسمتی از ارمنستان بزرگ حکومت کرد و سرانجام در سن ۷۰ سالگی در تجریش درگذشت و در ری برج طغرل مدفون شد. تحت سلطنت وی، سلجوقیان با ایجاد تسلط سیاسی بر خلافت عباسی در بغداد، رهبری جهان اسلام را به دست گرفتند. |
| ۲                           | آلپ ارسلان | محمد     |       | عضدالدوله، عضدالدین، ابوشجاع، سلطان      | ۱۰۳۹–۱۰۷۲   | ۱۰۶۳      | ۱۰۷۲       | پسر چغری بیگ داود برادر طغرل یکم | عضدالدین ابوشجاع آلپ ارسلان محمد (زاده ۲۰ ژانویه ۱۰۲۹ – درگذشته ۱۵ دسامبر ۱۰۷۲) پسر چغری بیگ داوود، دومین شاه از سلسله سلجوقی در ایران بود که با پیروزی بر امپراتوری بیزانس در نبرد ملازگرد، قلمرو امپراتوری سلجوقی را با فتح گرجستان، ارمنستان و آناتولی گسترش داد. علی‌رغم شکوهی که پیرامون نام وی وجود دارد و مسلمانان او را فرماندهی بزرگ، مربی مردان، مردی راستگو، و دشمن همه خیانت‌ها می‌دانند، مسیحیان، برخلاف شهرت وی و پسرش ملکشاه، از او با تندی یاد می‌کنند. «آلپ ارسلان» یک لقب تمجیدی به زبان ترکی به معنای «شیر شجاع» می‌باشد. سلجوقیان نسب به سلجوق نامی می‌برند که یکی از خان‌های تُرکان اغوز در ماوراءالنهر و بخارا بوده‌است. |
| ۳                           | ملکشاه یکم | حسن      |       | جلال الدوله، جلال الدین، ابوالفتح، سلطان | ۱۰۵۵–۱۰۹۲   | ۱۰۷۲      | ۱۰۹۲       | پسر آلپ ارسلان                   | جلال الدوله معز الدنیا و الدین ابوالفتح ملکشاه بن آلب ارسلان بزرگ‌ترین سلطان سلجوقی و فاتح آناتولی بود که به دنبال پیروزی پدرش، آلب ارسلان، در نبرد ملازگرد امپراتوری بیزانس را از آناتولی بیرون راند. آلپ ارسلان برادرزادهٔ سلطان طغرل، بنیان‌گذار سلسله سلجوقی، است. ملکشاه پادشاهی یکی از بزرگ‌ترین امپراتوری‌های تاریخ ایران را بر عهده داشت. ماندگارترین میراث وی، تنظیم تقویم جلالی است که به نام او و توسط گروهی از ریاضی‌دانان برجستهٔ آن زمان به سرپرستی عمر خیام انجام گرفت. ملکشاه قلمرو امپراتوری سلجوقی را تا سوریه و میانرودان (بین‌النهرین) گسترش داد. او در پانزدهم ماه شوال ۴۸۵ قمری در بغداد درگذشت. ملکشاه علاقه زیادی به ادبیات، علم و هنر نشان داد. از سلطنت او به خاطر مساجد باشکوه پایتخت خود (اصفهان)، اشعار عمر خیام و اصلاح تقویم (تقویم جلالی) یاد می‌شود. در دوره پادشاهی وی، مردم او از صلح داخلی و بُردباری مذهبی برخوردار بودند. |
| ۴                           | محمود یکم  |          |       | ناصرالدین، ابوالقاسم، سلطان              | ۱۰۸۶–۱۰۹۴   | ۱۰۹۲      | ۱۰۹۴       | پسر ملکشاه یکم                   | محمود بن ملکشاه چهارمین پادشاه سلجوقی به مدت یک سال و اندی از ۴۸۵ تا ۴۸۷ ه‍.ق پادشاهی حکومت سلجوقی را بر عهده داشت. وزیر وی تاج‌الملک بود که در سال ۴۸۵ ه‍.ق به‌دست نیروهای نظامیه به قتل رسید. |
| ۵                           | برکیارق    | محمد     |       | رکن الدین، ابوالمظفر، سلطان              | ۱۰۸۰–۱۱۰۵   | ۱۰۹۴      | ۱۱۰۵       | پسر ملکشاه یکم                   | رکن‌الدین ابوالمظفر برکیارق (و نیز برکیارق) پنجمین پادشاه دودمان سلجوقیان ایران بود. وی پسر ملکشاه سلجوقی چهارمین سلطان این دودمان بود. وزرای او عبارتند از تاج‌الملک، فخرالملک، مویدالملک و مجدالملک. |
| ۶                           | ملکشاه دوم |          |       | معزالدین، ابوالفتح، سلطان                | ۱۱۰۱ - ?    | ۱۱۰۵      | ۱۱۰۵       | پسر برکیارق                      | به دست محمد یکم خلع و نابینا شد |
| ۷                           | محمد یکم   | طَپَر      |       | غیاث الدین، ابوشجاع، سلطان               | ۱۰۸۲–۱۱۱۸   | ۱۱۰۵      | ۱۱۱۸       | پسر ملکشاه یکم                   | محمد یکم که با نام غیاث‌الدین محمد و تَپَر نیز شناخته می‌شود، فرزند سلطان سلجوقی، ملکشاه یکم بود. وی برادر برکیارق بود و بعد از مرگ برادرش به حکومت رسید. در دوران ۱۳ سال حکومت سلطان محمدبن ملکشاه (۴۹۸–۵۱۱ ه‍.ق) وی در پی حل مشکلاتی بود که در بین وی و برادرش بود. همچنین، در این زمان که وی به پادشاهی رسید، به سرکوب اسماعیلیان و فتح نعمانیه پرداخت. در دوران سلطان محمد، پیشرفت‌هایی در علوم ادبی و اقتصادی حاصل شد، و همچنین در زمینهٔ دینی به سرکوب مخالفان دینی پرداخت. در این زمان از کمک‌های سلطان سنجر در خراسان در قلمرو سلجوقیان نیز باید یاد کرد. |
| ۸                           | سنجر       | احمد     |       | معزالدین، ابوالحارث، سلطان               | ۱۰۸۷–۱۱۵۷   | ۱۰۹۷      | ۱۱۱۸       | پسر ملکشاه یکم                   | معزالدین ابوالحارث احمد سَنجَر معروف به سلطان سَنجَر، فرزند سلطان ملکشاه سلجوقی بود. ابوالحارث احمد سنجر بن ملکشاه (سنجر به زبان ترکی به معنای رخنه‌گر است) به مدت پانزده سال بر ولایات شرقی امپراتوری سلجوقی حکمرانی کرد. برکیارق برادرِ ناتنیِ سنجر، او را زمانی که ده سال داشت به حکمرانی خراسان برگزید. |
| ۹                           | محمود دوم  |          |       | مغیث الدین، سلطان                        | ۱۱۰۴–۱۱۳۱   | ۱۱۱۸      | ۱۱۳۱       | پسر محمد یکم                     | مغیث الدین ابوالقاسم محمود بن محمد، سلطان سلجوقی بغداد در ۱۱۱۸ میلادی (درگذشت پدرش محمد یکم) بود. هنگامی که او چهارده ساله شد، بر عراق و ایران حکومت می‌کرد. |
| ۱۰                          | داود       |          |       | مغیث الدین، ابوالفتح، سلطان              | ? - ۱۱۳۲    | ۱۱۳۱      | ۱۱۳۲       | پسر محمود دوم                    | |
| ۱۱                          | طغرل دوم   |          |       | رکن الدین، ابوطالب، سلطان                | ۱۱۰۹–۱۱۳۴   | ۱۱۳۲      | ۱۱۳۴       | پسر محمد یکم                     | |
| ۱۲                          | مسعود      |          |       | غیاث الدین، ابوالفتح، سلطان              | ۱۱۰۹–۱۱۵۲   | ۱۱۳۴      | ۱۱۵۲       | پسر محمد یکم                     | |
| ۱۳                          | ملکشاه سوم |          |       | مغیث الدین، سلطان                        | ۱۱۲۸–۱۱۶۰   | ۱۱۵۲      | ۱۱۵۳       | پسر محمود دوم                    | |
| ۱۴                          | محمد دوم   |          |       | غیاث الدین، ابوشجاع، سلطان               | ۱۱۲۸–۱۱۶۰   | ۱۱۵۳      | ۱۱۶۰       | پسر محمود دوم                    | |
| ۱۵                          | سلیمانشاه  |          |       | معزالدین، ابوالحارث، سلطان               | ۱۱۱۸–۱۱۶۲   | ۱۱۶۰      | ۱۱۶۱       | پسر محمد یکم                     | خلع شد |
| ۱۶                          | ارسلان     |          |       | رکن الدین، سلطان                         | ۱۱۳۴–۱۱۷۶   | ۱۱۶۱      | ۱۱۷۶       | پسر طغرل دوم                     | |
| ۱۷                          | طغرل سوم   |          |       | رکن الدین، ابوطالب، سلطان                | ? - ۱۱۹۴    | ۱۱۷۶      | ۱۱۹۴       | پسر ارسلان                       | کشته شد. |

#### خوارزمشاهیان
| نام دیهیمی                      | نام اصلی  | نگاره | لقب | زادروز- مرگ    | آغاز شاهی | پایان شاهی | خویشاوندی         | یادداشت |  |
| ------------------------------- | --------- | ----- | --- | -------------- | --------- | ---------- | ----------------- | ------- |  |
| خوارزمشاهیان (۱۱۵۳–۱۲۳۱ میلادی) |           |       |     |                |           |            |                   |         |  |
| قطب‌الدین محمد                   |           |       |     |                |           |            | پسر انوشتکین غرجه |         |  |
| علاءالدین اتسز                  | ابوالمظفر |       |     | ۱۰۹۷/۱۱۰۵–۱۱۵۶ | ۱۱۵۳      | ۱۱۵۶       | پسر قطب‌الدین محمد |         |  |
| تاج‌الدین ایل‌ارسلان              | ابوالفتح  |       |     | ۱۱۷۱-?         | ۱۱۵۶      | ۱۱۷۲       | پسر اتسز          |         |  |
| جلال‌الدین سلطانشاه              |           |       |     | ۱۱۹۳-          |           |            | پسر ایل ارسلان    |         |  |
| علاءالدین تکش                   |           |       |     | ۱۲۰۰-?         | ۱۱۷۲      | ۱۲۰۰       | پسر ایل ارسلان    |         |  |
| علاءالدین محمد                  | ابوالفتح  |       |     | ۱۲۲۰-?         | ۱۲۰۰      | ۱۲۲۰       | پسر تکش           |         |  |
| ترکان خاتون                     |           |       |     | ۱۲۳۱-?         | ۱۲۰۰      | ۱۲۲۰       | مادر سلطان محمد   |         |  |
| جلال‌الدین منکبرنی               |           |       |     | ۱۲۳۱-?         | ۱۲۲۰      | ۱۲۳۱       | پسر محمد          |         |  |

## از حملهٔ مغول تا ظهور صفویه

### ایلخانان
| نام دیهیمی                   | نام اصلی | نگاره | لقب | زادروز- مرگ | آغاز شاهی | پایان شاهی | خویشاوندی | یادداشت                   |
| ---------------------------- | -------- | ----- | --- | ----------- | --------- | ---------- | --- | ------------------------- |
| ایلخانان (۱۲۵۶–۱۳۵۷ میلادی)  |          |       |     |             |           |            | |                           |
| هولاکو                       |          |       |     | ۱۲۱۷–۱۲۶۵   | ۱۲۵۶      | ۱۲۶۵       | پسر تولی‌خان، نوه چنگیزخان مغول | خلافت عباسی را نابود کرد. |
| اباقاخان                     |          |       |     | ۱۲۳۴–۱۲۸۲   | ۱۲۶۵      | ۱۲۸۲       | پسر هولاکو |                           |
| سلطان احمد تکودار بن هولاکو  |          |       |     | ۱۲۸۴-؟      | ۱۲۸۲      | ۱۲۸۴       | پسر هولاکو |                           |
| ارغون‌خان بن اباقا            |          |       |     | ۱۲۵۸–۱۲۹۱   | ۱۲۸۴      | ۱۲۹۱       | پسر اباقاخان |                           |
| گیخاتون بن اباقا             |          |       |     | ۱۲۹۵-؟      | ۱۲۹۱      | ۱۲۹۵       | پسر اباقاخان |                           |
| بایدوخان بن طرغان            |          |       |     | ۱۲۹۵-؟      | ۱۲۹۵      | ۱۲۹۵       | |                           |
| غازان بن ارغون               | محمود    |       |     | ۱۲۷۱–۱۳۰۴   | ۱۲۹۵      | ۱۳۰۴       | پسر ارغون‌خان |                           |
| اولجایتو خدابنده بن ارغون    |          |       |     | ۱۲۸۰–۱۳۱۶   | ۱۳۰۴      | ۱۳۱۶       | پسر ارغون‌خان |                           |
| ابوسعید بهادرخان بن اولجایتو |          |       |     | ۱۳۰۵–۱۳۳۵   | ۱۳۱۶      | ۱۳۳۵       | پسر الجایتو |                           |
| آرپاکاوون                    |          |       |     | ۱۳۳۶-?      | ۱۳۳۵      | ۱۳۳۶       | پس از ابوسعید قدرت ایلخانان رو به ضعف نهاد و تجزیه شد. جانشینان مغول بعد از او در حد مدعیان بودند که جایگاهی نداشتند یا به صورت محلی در آذربایجان بودند. در پایان حکومت ایلخانان (مغولان)، ایران شاهد ملوک‌الطوایفی در عرصه حکومت و نهضت‌های انقلابی ضد ایلخانان نظیر سربداران بود. دوران حکومت ایلخانان، افول و انحطاط را به همراه آورد. |                           |
| موسی خان                     |          |       |     | ۱۳۳۷-?      | ۱۳۳۶      | ۱۳۳۷       | |                           |
| طغا تیمورخان                 |          |       |     | ۱۳۵۳-?      | ۱۳۳۵      | ۱۳۵۳       | |                           |
| محمد خان                     |          |       |     | ۱۳۳۸-?      | ۱۳۳۶      | ۱۳۳۸       | |                           |
| ساتی‌بیگ                      |          |       |     | ۱۳۰۰–۱۳۴۵   | ۱۳۳۸      | ۱۳۳۹       | دختر الجایتو |                           |
|                              |          |       |     |             |           |            | |                           |
|                              |          |       |     |             |           |            | |                           |
|                              |          |       |     |             |           |            | |                           |

### دودمان‌های محلی

#### جلایریان (بغداد وغرب)
- شیخ حسن بزرگ (۷۳۶ق)
- شیخ اویس بهادرخان (۷۵۷ق)
- جلال‌الدین حسین‌خان (۷۷۶ق)
- غیاث‌الدین سلطان احمد بهادر (۷۸۳ق)
- شاه محمود (۸۱۴-۸۱۳ق)

چوپانیان (تبریز)
- شیخ حسن چوپانی
- ملک اشرف چوپانی

#### آل مظفریامظفریان
- مبارزالدین محمد (۵۹–۷۱۸ / ۵۸–۱۳۱۸)
- شاه محمود (۷۶–۷۵۹ / ۷۴–۱۳۵۸)
- عمادالدین احمد (۹۵–۷۸۶ / ۹۳–۱۳۸۴)
- نصرةالدین شاه یحیی (۹۵–۷۶۴ / ۹۳–۱۳۶۳)
- شاه شجاع مظفری
- زین‌العابدین بن شاه شجاع(۸۹–۷۸۶ / ۸۷–۱۳۸۴)
- شاه منصور (۹۵–۷۹۰ / ۹۳–۱۳۸۸)
- ملوک شبانکاره
- ملوک شبانکاره که از شاهزادگان ساسانی بودند بیش از سه قرن بر بخش هایی از کرمان هرمز بوشهر و فارس حکومت می‌کردند و در بیشترین وسعت خود کل استان فارس قدیم رو که شامل کل هرمزگان بوشهر فارس کهگیلویه و بویر احمد میشد را در اختیار داشتند. سردودمان این سلسله قدرتمند و ساسانی تبار فضلویه نام داشت.
- مدت حکومت ۷۵۶ ه . ق ۴۴۸
- سردودمان:فضلویه
- واپسین: ملک اردشیر

#### کیاییان
- سید امیر کیای مَلاطی، بنیان‌گذار حکومت خاندان کیاییان در گیلان. حکومت از (۷۶۳–۷۷۶) ق.
- سید رضی کیا حکومت از (۷۲۹–۷۹۹) ق.
- کارکیا سید محمد اول حکومت از (۸۲۹–۸۳۷) ق.
- کارکیا ناصر کیا حکومت از (۸۳۷–۸۵۱) ق.
- کارکیا سلطان محمد دوم حکومت از (: ۸۵۱–۸۸۳) ق.
- کارکیا میرزاعلی

### تیموریان
| تصویر                                                 | نام پادشاه      | لقب پادشاه          | دوران سلطنت   | دوران سلطنت   | دوران زندگی  | دوران زندگی   | یادداشت                                    |
| ----------------------------------------------------- | --------------- | ------------------- | ------------- | ------------- | ------------ | ------------- | ------------------------------------------ |
|                                                       | تیمور گورکان    | صاحبقران            | ۱۳۷۰ میلادی   | ۱۸ فوریه ۱۴۰۵ | ۱۳۳۵ میلادی  | ۱۸ فوریه ۱۴۰۵ | بنیان‌گذار سلسله                            |
|                                                       | شاهرخ گورکان    | سلطان پادشاه        | ۱۸ فوریه ۱۴۰۵ | ۱۳ مارس ۱۴۴۷  | ۲۰ اوت ۱۳۷۷  | ۱۳ مارس ۱۴۴۷  | پسر تیمور                                  |
|                                                       | محمد گورکان     | سلطان پادشاه الغ‌بیگ | ۱۴ مارس ۱۴۴۷  | ۲۷ اکتبر ۱۴۴۹ | ۲۲ مارس ۱۳۹۴ | ۲۷ اکتبر ۱۴۴۹ | پسر شاهرخ                                  |
| پادشاه در آذربایجان و عراق (۱۴۰۴–۱۴۰۸):               |                 |                     |               |               |              |               |                                            |
|                                                       | میرانشاه گورکان | سلطان میرزا         | فوریه ۱۴۰۵    | آوریل ۱۴۰۸    | ۱۳۶۶         | آوریل ۱۴۰۸    | پسر تیمور گورکان                           |
| پادشاه در فرارودان (۱۴۴۹–۱۴۶۹):                       |                 |                     |               |               |              |               |                                            |
|                                                       | عبداللطیف       | سلطان میرزا         | ۲۷ اکتبر ۱۴۴۹ | ۹ می ۱۴۵۰     | ۱۴۲۰         | ۹ می ۱۴۵۰     | پسر الغ بیگ                                |
|                                                       | عبدالله         | سلطان میرزا         | ۹ می ۱۴۵۰     | ژوئن ۱۴۵۱     | ۱۴۲۰         | ژوئن ۱۴۵۱     | پسر ابراهیم پسر شاهرخ                      |
|                                                       | ابوسعید گورکان  | سلطان میرزا         | ژوئن ۱۴۵۱     | ۱۷ فوریه ۱۴۶۹ | ۱۴۲۴         | ۱۷ فوریه ۱۴۶۹ | پسر محمد میرزا، پسر میرانشاه، پسر تیمور    |
| پادشاه در خراسان و سیستان (۱۴۴۹–۱۴۵۹) و (۱۴۶۹–۱۵۰۶) : |                 |                     |               |               |              |               |                                            |
|                                                       | بابر            | سلطان میرزا         | اکتبر ۱۴۴۹    | ۱۴۵۷          | ۱۴۲۲         | ۱۴۵۷          | پسر بایسنقر، پسر شاهرخ                     |
|                                                       | ابراهیم         | سلطان میرزا         | ۱۴۵۷          | ۱۴۵۹          | ۱۴۴۰         | ۱۴۶۰          | پسر علاءالدوله میرزا پسر بایسنقر پسر شاهرخ |
|                                                       | حسین بایقرا     | سلطان               | مارس ۱۴۶۹     | ۴ می ۱۵۰۶     | ژوئن ۱۴۳۸    | ۴ می ۱۵۰۶     | پسر منصور پسر بایقرا پسر عمرشیخ پسر تیمور  |

### آق‌قویونلو و قراقویونلو
| شماره | نام شاه                  | تصویر | سلطنت                                                 | تاج‌گذاری                         | تولد                    | مرگ                       | توضیحات |
| ----- | ------------------------ | ----- | ----------------------------------------------------- | -------------------------------- | ----------------------- | ------------------------- | --- |
| ۱     | مظفرالدین جهان شاه       |       | ۱۴۳۸ – ۱۴۶۷ میلادی ۸۱۷–۸۴۶ خورشیدی                    | ۱۹ آوریل ۱۴۳۸ میلادی ۸۱۷ خورشیدی | ۱۴۰۵ میلادی ۷۹۴ خورشیدی | ۱۴۶۷ میلادی ۸۴۶ خورشیدی   | بعد از مرگ شاهرخ بر تمام ایران تا هرات مسلط شد اما بعداً در جنگ قدرت از اوزون حسن شکست خورد و کشته شد. |
| ۲     | ابوالنصر سلطان اوزون حسن |       | ۱۴۵۰ – ۶ ژانویه ۱۴۷۸ ۸۲۸ – ۱۷ دی ۸۵۶                  | ۱۴۵۰ میلادی ۸۲۹ خورشیدی          | ۱۴۲۳ میلادی ۸۰۱ خورشیدی | ۷ ژانویه ۱۴۷۸ ۱۷ دی ۸۵۶   | حکومت کوچک آق‌قویونلو را به یک پادشاهی بزرگ تبدیل کرد، او جهانشاه قراقویونلو را شکست داد و کشت سپس به نبرد با ابوسعید فرمانروای تیموری رفت و با کشتن وی بر سرتاسر ایران چیره شد و با نام شاهنشاه ایران تاج‌گذاری کرد. |
| ۳     | ابوالفتح سلطان خلیل      |       | ۷ ژانویه ۱۴۷۸ – ۱۵ ژوئن ۱۴۷۸ ۱۷ دی ۸۵۶ – ۲۵ خرداد ۸۵۷ | ۸ ژانویه ۱۶۷۸ ۱۸ دی ۸۵۷          | ۱۴۵۶ میلادی ۸۴۵ خورشیدی | ۱۵ ژوئن ۱۴۷۸ ۲۵ خرداد ۸۵۷ | توسط برادرش یعقوب بیگ برکنار و سپس کشته شد |
| ۴     | ابوالمظفر سلطان یعقوب    |       | ۱۵ ژوئن ۱۴۷۸ – ۲۴ دسامبر ۱۴۹۰ ۲۵ خرداد ۸۵۷ – ۳ دی ۸۶۹ | ۱۶ ژوئن ۱۴۷۸ ۲۶ خرداد ۸۵۷        | ۱۴۶۴ میلادی ۸۴۳ خورشیدی | ۲۴ دسامبر ۱۴۹۰ ۳ دی ۸۶۹   | وی با برکناری برادرش به سلطنت رسید، دوران سلطنت وی دوران تثبیت حکومت آق‌قویونلو‌ها بود و سرانجام توسط همسرش مسموم و کشته شد.                                                                                          |
| ۵     | ابوالفتح سلطان بایسنقر   |       | ۲۴ دسامبر ۱۴۹۰ – ۵ ژوئن ۱۴۹۲ ۳ دی ۸۶۹ – ۱۶ خرداد ۸۷۱  | ۲۵ دسامبر ۱۴۹۰ ۴ دی ۸۶۹          | ۱۴۸۰ میلادی ۸۵۹ خورشیدی | ۵ ژوئن ۱۴۹۲ ۱۶ خرداد ۸۷۱  | توسط عموزاده‌اش رستم بیگ از سلطنت خلع و کشته شد. |
| ۶     | ابوالمظفر سلطان رستم     |       | ۵ ژوئن ۱۴۹۲ – ژوئیه ۱۴۹۷ ۱۶ خرداد ۸۷۱ – تیر ۸۷۶       | ۶ ژوئن ۱۴۹۲ ۱۷ خرداد ۸۷۱         | نامشخص                  | ژوئیه ۱۴۹۷ تیر ۸۷۶        | توسط عموزاده‌اش احمد بیگ کشته شد. دوران سلطنت وی دوران تثبیت بود. |
| ۷     | ابوالنصر سلطان احمد گوده |       | ژوئیه ۱۴۹۷ – ۱۳ دسامبر ۱۴۹۷ تیر ۸۷۶ – ۲۲ آذر ۸۷۶      | ژوئیه ۱۴۹۷ تیر ۸۷۶               | ۱۴۷۶ میلادی ۸۵۵ خورشیدی | ۱۳ دسامبر ۱۴۹۷ ۲۲ آذر ۸۷۶ | وی در جنگ با آیبه سلطان و فرمانروای فارس کشته شد |
| ۸     | ابوالمکرم سلطان محمد     |       | ۱۳ دسامبر ۱۴۹۷ – ۱۵۰۰ ۲۲ آذر ۸۷۶ – ۸۷۹                | ۱۵ دسامبر ۱۴۹۷ ۲۴ آذر ۸۷۶        | نامشخص                  | ۱۵۰۰                      | حکومت را با برادرش تقسیم کرد، درجنگ با سلطان مراد شکست خورد و کشته شد |
| ۹     | ابوالمظفر سلطان الوند    |       | ۱۴۹۸ – ۱۵۰۱ ۸۷۷ – ۸۸۰                                 | ۱۴۹۸ میلادی ۸۷۷ خورشیدی          | نامشخص                  | ۱۵۰۲                      | حکومت را برادرش و بعداً عموزاده‌اش تقسیم کرد، درجنگ با شاه اسماعیل شکست خورد و کشته شد |
| ۱۰    | ابوالمظفر سلطان مراد     |       | ۱۵۰۰ – ۲۰ ژوئن ۱۵۰۳ ۸۷۹ – ۲۹ خرداد ۸۸۲                | ۱۵۰۰ میلادی ۸۷۹ خورشیدی          | ۱۴۹۰ میلادی ۸۶۹ خورشیدی | ۱ ژانویه ۱۵۱۴ ۱۱ دی ۸۹۲   | وی حکومت را با عموزاده‌اش تقسیم کرد در سال ۱۵۰۳ از شاه اسماعیل شکست خورد و سرانجام در سال ۱۵۱۴ توسط درمیش شاملو کشته شد.                                                                                             |

## ایران مدرن (۱۵۰۱–۱۹۷۹)

### ایران صفوی (۱۵۰۱–۱۷۲۲)

ایران صفوی تحت پادشاهی شاه عباس کبیر

اجداد دودمان صفوی در ابتدا رهبران طریقت صفویه بودند. در سال ۱۴۹۹ میلادی، شیخ اسماعیل توانست شروان‌شاهان در آذربایجان را شکست دهد و کنترل ایران را از دست آق‌قویونلوها خارج کند. قدرت آق‌قویونلوها در سال ۱۵۰۱ میلادی با شکست قطعی سلطان الوند پایان یافت و اسماعیل در سال ۱۵۰۲ میلادی در تبریز تاج شاهنشاهی بر سر گذاشت. ظهور صفویان به‌عنوان نقطه عطف تاریخ مدرن ایران در نظر گرفته می‌شود، چرا که آغازگر تحولاتی بودند که در نهایت ایران را به یک دولت - ملت مدرن تبدیل کرد. آن‌ها با فتوحات گسترده، ایران را به‌عنوان یک واحد سیاسی یکپارچه احیا کردند و نظام قبیله‌ای و کوچ‌نشینیِ رایج در دوره حکومت ترکان-مغولان را به جامعه یک‌جانشین و غیرمهاجر تبدیل کردند. همچنین، مذهب شیعه برای نخستین بار به‌عنوان دین رسمی کشور به رسمیت شناخته شد.
فرمانروایان صفوی با عنوان شاهنشاه ایران حکومت می‌کردند. پایتخت اولیه امپراتوری صفوی در تبریز بود اما به دلیل درگیری با امپراتوری عثمانی در غرب، پایتخت در سال ۱۵۴۸ میلادی به قزوین منتقل شد و در دهه ۱۵۹۰ میلادی به اصفهان تغییر یافت.
| پرتره | نام                                                | سلطنت                                                   | جانشینی                        |
| ----- | -------------------------------------------------- | ------------------------------------------------------- | ------------------------------ |
|       | شاه اسماعیل یکم                                    | ۱۱ مه ۱۵۰۲ – ۲۲/۲۳ مه ۱۵۲۴ (۲۲ سال و ۱۱ روز)            | فتح و یکپارچه‌سازی دوبارهٔ ایران |
|       | شاه تهماسب یکم                                     | ۲۲/۲۳ مه ۱۵۲۴ – ۲۲ اوت ۱۵۷۶ (۵۲ سال و ۳ ماه)            | پسر اسماعیل یکم                |
|       | شاه اسماعیل دوم                                    | ۲۲ اوت ۱۵۷۶ – ۱۱ فوریه ۱۵۷۸ (۱ سال، ۵ ماه و ۲۰ روز)     | پسر تهماسب یکم                 |
|       | شاه محمد خدابنده                                   | ۱۱ فوریه ۱۵۷۸ – ۲ دسامبر ۱۵۸۷ (۹ سال، ۹ ماه و ۲۱ روز)   | پسر تهماسب یکم                 |
|       | شاه عباس یکم بزرگ                                  | ۲ دسامبر ۱۵۸۷ – ۲۱ ژانویه ۱۶۲۹ (۴۱ سال، ۱ ماه و ۱۹ روز) | پسر محمد خدابنده               |
|       | شاه صفی یکم                                        | ۲۱ ژانویه ۱۶۲۹ – ۱۲ مه ۱۶۴۲ (۱۳ سال، ۳ ماه و ۲۱ روز)    | نوه عباس یکم                   |
|       | شاه عباس دوم                                       | ۱۲ مه ۱۶۴۲ – ۲۷ سپتامبر ۱۶۶۷ (۲۵ سال، ۴ ماه و ۱۵ روز)   | پسر صفی یکم                    |
|       | شاه صفی دوم (۱۶۶۷–۱۶۶۸) شاه سلیمان یکم (۱۶۶۸–۱۶۹۴) | ۳ اکتبر ۱۶۶۷ – ۳۰ ژانویه ۱۶۹۴ (۲۶ سال، ۳ ماه و ۲۷ روز)  | پسر عباس دوم                   |
|       | شاه سلطان حسین یکم                                 | ۲۸ آوریل ۱۶۹۴ – ۲۲ اکتبر ۱۷۲۲ (۲۸ سال، ۵ ماه و ۲۴ روز)  | پسر سلیمان یکم                 |

#### هوتکی‌ها (۱۷۲۲–۱۷۲۹)

هوتکیان تحت پادشاهی محمود هوتکی

در سال ۱۷۰۱ میلادی، ناآرامی در میان قبیله پشتون غلجی در افغانستان منجر به شورشی علیه صفویان شد. این شورش ابتدا توسط فرمانده محلی، گرگین خان گرجی، سرکوب گردید؛ اما جنبش ضدصفوی افغان‌ها تحت رهبری میرویس خان هوتک و پسرش، محمود هوتکی، ادامه یافت. محمود در ابتدا وانمود به وفاداری کرد و رسماً به سمت حاکم قندهار منصوب شد. در سال ۱۷۲۰ میلادی، محمود به منطقه کرمان حملاتی کرد و در مارس ۱۷۲۲، ارتش بزرگ‌تر و قدرتمندتر صفوی که به‌سرعت تجهیز شده بود، در نبرد گلون‌آباد شکست خورد. پس از محاصره شش‌ماهه در اصفهان، شاه سلطان حسین یکم به‌طور رسمی تسلیم محمود شد و او را به‌عنوان شاه جدید ایران به رسمیت شناخت. حاکمان هوتکی ایران از پایتخت پیشین صفویان، یعنی اصفهان، حکومت می‌کردند.
| پرتره | نام         | سلطنت                                                | جانشینی                                                  |
| ----- | ----------- | ---------------------------------------------------- | -------------------------------------------------------- |
|       | محمود هوتکی | ۲۲ اکتبر ۱۷۲۲ – آوریل/مه ۱۷۲۵ (۲ سال، ۵ ماه و ۹ روز) | به پایتخت هجوم آورد و قدرت را از سلطان حسین یکم غصب کرد. |
|       | اشرف افغان  | آوریل/مه ۱۷۲۵ – ۱۷۲۹ (۴ سال)                         | پسرعموی محمود هوتکی؛ او محمود را به قتل رساند.           |

#### صفویان پس از سقوط اصفهان (۱۷۲۲–۱۷۷۳)
پس از سقوط اصفهان و رسیدن خبر آن به تهماسب دوم، پسر سلطان حسین یکم، که در قزوین بود، تهماسب خود را شاه ایران اعلام کرد. نیروهای طرفدار صفوی در سال ۱۷۲۹ میلادی موفق شدند اشرف را شکست دهند و نیروهای افغان را از ایران بیرون کنند. اما تهماسب نتوانست پس از تهاجم هوتکی‌ها اقتدار خود را تثبیت کند و حاکمیت عملی ایران به دست سردار نادرقلی افتاد. در سال ۱۷۳۲ میلادی، نادر تهماسب را از قدرت کنار زد و عباس سوم هشت‌ماهه را جایگزین او کرد. سپس در سال ۱۷۳۶ میلادی عباس از قدرت کنار گذاشته شد و نادر تحت عنوان نادرشاه به‌عنوان شاه جدید ایران معرفی شد و دودمان صفوی پایان یافت. با این حال، پس از سال ۱۷۳۶ میلادی نوادگان صفوی گاهی به‌عنوان مدعی یا حاکمان اسمی از سوی جنگ‌سالاران که در تلاش برای کسب قدرت بودند، در ایران معرفی شد.
| پرتره                                | نام                | سلطنت                                               | جانشینی |
| ------------------------------------ | ------------------ | --------------------------------------------------- | --- |
|                                      | شاه تهماسب دوم     | ۳۱ اکتبر ۱۷۲۲ – اوت ۱۷۳۲ (۹ سال، ۹ یا ۱۰ ماه)       | پسر سلطان حسین یکم |
|                                      | شاه عباس سوم       | ۷ سپتامبر ۱۷۳۲ – ۸ مارس ۱۷۳۶ (۳ سال، ۶ ماه و ۱ روز) | پسر تهماسب دوم |
| حاکمان اسمی صفوی پس از ایران افشاری. |                    |                                                     | |
|                                      | شاه سلیمان دوم     | ۱۳ ژانویه – مارس ۱۷۵۰ (۲ ماه)                       | نوه سلیمان یکم. پس از برکناری شاهرخ‌شاه (افشار) در مشهد شاه اعلام شد و تا زمان بازگشت شاهرخ حکومت کرد.                                 |
|                                      | شاه اسماعیل سوم    | تابستان ۱۷۵۰ – ۱۷۷۳ (۲۳ سال)                        | نوه سلطان حسین یکم. از سوی کریم‌خان زند در سال ۱۷۵۰ به‌عنوان حاکم دست‌نشانده در اصفهان شاه معرفی شد.                                     |
|                                      | شاه سلطان حسین دوم | ۱۷۵۲/۱۷۵۳                                           | پسر مرد آذری و زن ارمنی، اما ادعا کرد که پسر تهماسب دوم است. از سوی علی‌مردان‌خان چهارلنگ به‌عنوان حاکم دست‌نشانده در بغداد شاه معرفی شد. |

### ایران افشاری (۱۷۳۶–۱۷۹۶)

ایران افشاری تحت پادشاهی نادرشاه

دودمان افشاری توسط نادرشاه، یکی از فرماندهان صفوی که در سال ۱۷۳۶ میلادی پس از برکناری عباس سوم قدرت را به دست گرفت، پایه‌گذاری شد. نادرشاه فاتح قدرتمندی بود، اما امپراتوری افشاری پس از ترور او در سال ۱۷۴۷ میلادی به سرعت فروپاشید. سرزمین‌های وسیعی به دودمان رقیب، یعنی زندیان، و همچنین امپراتوری درانی افغان واگذار شد. قلمرو وارثان نادر عمدتاً به مناطق ایرانی خراسان محدود شد. در بخش زیادی از دوره‌های بعدی، حکومت افشاری تحت سلطه فرماندهان نظامی یا جناح‌های مختلف دربار بود. افشاریان با عنوان شاهنشاه حکومت می‌کردند و پایتخت آن‌ها مشهد بود.
| پرتره                                                                               | نام        | سلطنت                                                              | جانشینی                                                                                                  |
| ----------------------------------------------------------------------------------- | ---------- | ------------------------------------------------------------------ | --- |
|                                                                                     | نادرشاه    | ۸ مارس ۱۷۳۶ – ۲۰ ژوئن ۱۷۴۷ (۱۱ سال، ۳ ماه و ۱۲ روز)                | ژنرال؛ عزل عباس سوم                                                                                      |
|                                                                                     | عادل‌شاه    | ۶ ژوئیه ۱۷۴۷ – ۲۴ سپتامبر ۱۷۴۸ (۱ سال، ۱ ماه و ۱۸ روز)             | برادرزاده نادرشاه؛ پس از ترور نادر حاکم اعلام شد                                                         |
|                                                                                     | شاهرخ‌شاه   | ۱ اکتبر ۱۷۴۸ – ۱۳ ژانویه ۱۷۵۰ (سلطنت نخست) (۱ سال، ۳ ماه و ۱۲ روز) | نوه نادرشاه و شاه سلطان حسین یکم (صفوی). از سوی سران قبایل مشهد در مخالفت با عادل به‌عنوان حاکم اعلام شد. |
|                                                                                     | ابراهیم‌شاه | ۸ دسامبر ۱۷۴۸ – دسامبر ۱۷۴۹ (~۱ سال)                               | برادر عادل‌شاه؛ پس از عزل و کور کردن عادل، حاکم (در مخالفت با شاهرخ‌شاه) اعلام شد.                         |
| شاهرخ‌شاه در ژانویه تا مارس ۱۷۵۰ به نفع حاکم صفوی شاه سلیمان دوم از سلطنت برکنار شد. |            |                                                                    | |
|                                                                                     | شاهرخ‌شاه   | مارس ۱۷۵۰ – ۱۷۹۶ (سلطنت دوم) (۴۶ سال)                              | بازگشت به سلطنت                                                                                          |

### دودمان زند (۱۷۵۱–۱۷۹۴)

سرزمین‌های تحت سلطهٔ زندیان در دورهٔ لطفعلی‌خان زند

در پی ترور نادرشاه، خاندان زند به قدرتمندترین رقیبان افشاریان تبدیل شدند و در دهه ۱۷۵۰ میلادی کنترل بخش‌های بزرگی از ایران را به دست گرفتند. دودمان زندیه توسط کریم‌خان پایه‌گذاری شد. حاکمان زند هرگز خود را شاه معرفی نکردند. آن‌ها در عوض خود را وکیل ایران نامیدند؛ ابتدا به نمایندگی از اسماعیل سوم (۱۷۵۰–۱۷۷۳ میلادی) و سپس به نمایندگی از مردم ایران. کریم‌خان با عنوان خان و همچنین با لقب وکیل یا «وکیل‌الرعایا» (به معنای نماینده مردم) حکومت می‌کرد. جانشینان او تنها با عنوان «خان» حکومت کردند، اما از دیدگاه ناظران اروپایی اغلب «پادشاه» (king) تلقی می‌شدند. شیراز پایتخت دودمان زندیه بود.
| پرتره | نام             | سلطنت                                                 | جانشینی                                                                                             |
| ----- | --------------- | ----------------------------------------------------- | --------------------------------------------------------------------------------------------------- |
|       | کریم‌خان زند     | ۱۷۵۱ – ۱ مارس ۱۷۷۹ (۲۸ سال)                           | در بخش زیادی از ایران قدرت گرفت                                                                     |
|       | محمدعلی‌خان زند  | ۲ مارس – ۱۹ ژوئن ۱۷۷۹ (۳ ماه و ۱۷ روز)                | پسر کریم‌خان. در حاکمیت با برادرش ابوالفتح‌خان شریک بود.                                              |
|       | ابوالفتح‌خان زند | ۲ مارس – ۲۲ اوت ۱۷۷۹ (۵ ماه و ۲۰ روز)                 | پسر کریم‌خان. ابتدا در حاکمیت با برادرش ابوالفتح‌خان شریک بود.                                        |
|       | صادق‌خان زند     | ۲۲ اوت ۱۷۷۹ – ۱۴ مارس ۱۷۸۱ (۱ سال، ۶ ماه و ۲۰ روز)    | برادر کریم‌خان                                                                                       |
|       | علیمرادخان زند  | ۱۴ مارس ۱۷۸۱ – ۱۰ ژانویه ۱۷۸۵ (۳ سال، ۹ ماه و ۲۷ روز) | عضو تیرهٔ هزاره طایفه زند                                                                            |
|       | جعفرخان زند     | ۱۷ ژانویه ۱۷۸۵ – ۲۳ ژانویه ۱۷۸۹ (۴ سال و ۶ روز)       | پسر صادق‌خان                                                                                         |
|       | صیدمرادخان زند  | ۲۳ ژانویه – ۷ مه ۱۷۸۹ (۳ ماه و ۱۴ روز)                | پسر عموی علیمرادخان. قیام علیه جعفرخان (به مرگ جعفر انجامید) و مخالفت با سلطنت پسر جعفر، لطفعلی‌خان. |
|       | لطفعلی‌خان زند   | ۷ مه ۱۷۸۹ – نوامبر ۱۷۹۴ (۵ سال و ۵ یا ۶ ماه)          | پسر جعفرخان                                                                                         |

### ایران قاجاری (۱۷۸۹–۱۹۲۵)

ایران قاجاری تحت پادشاهی آقامحمدخان

دودمان قاجار از یک خانواده اشرافی ترکمان در شمال ایران، تحت حکومت صفویان، سرچشمه گرفت. با درگیری‌های دیگر خاندان‌ها در ایران، قاجارها به تدریج قدرت یافتند تا این‌که آقامحمدخان در سال ۱۷۸۹ میلادی، خود را حاکم اعلام کرد و در برابر دودمان‌های افشاریه و زندیه قیام نمود. او در سال ۱۷۹۴ میلادی زندیان را شکست داد و در سال ۱۷۹۶ میلادی تاج‌گذاری کرد. پس از آن، شاهرخ شاه افشار را به اسارت گرفت و او را عزل کرد و ایران را بار دیگر یکپارچه ساخت.
آقامحمدخان ابتدا با عنوان خان و سپس شاه حکومت کرد، اما هرگز لقب عالی‌تر شاهنشاه را برای خود انتخاب نکرد. جانشین او، فتحعلی‌شاه، علاوه بر لقب شاهنشاه از لقب خاقان مغولی نیز استفاده کرد، که بعدها بسیاری از حاکمان قاجار نیز آن را به‌کار بردند. قاجاریان همچنین از عناوین متعدد دیگر با معانی مذهبی و سیاسی بهره می‌بردند. دودمان قاجار از تهران، که در دهه ۱۷۸۰ میلادی توسط آقامحمدخان به عنوان پایتخت ایران انتخاب، حکمرانی می‌کرد.
| پرتره | نام          | سلطنت                                                    | جانشینی                                     |
| ----- | ------------ | -------------------------------------------------------- | ------------------------------------------- |
|       | آقامحمدخان   | ۱۷۸۹ – ۱۷ ژوئن ۱۷۹۷ (۸ سال)                              | مشغول یکپارچه‌سازی دوبارهٔ ایران از ۱۷۸۹–۱۷۹۶ |
|       | فتحعلی‌شاه    | ۱۷ ژوئن ۱۷۹۷ – ۲۳ اکتبر ۱۸۳۴ (۳۷ سال، ۴ ماه و ۶ روز)     | برادرزاده آقامحمدخان                        |
|       | محمدشاه      | ۲۳ اکتبر ۱۸۳۴ – ۵ سپتامبر ۱۸۴۸ (۱۳ سال، ۱۰ ماه و ۱۳ روز) | نوه فتحعلی‌شاه                               |
|       | ناصرالدین‌شاه | ۵ سپتامبر ۱۸۴۸ – ۱ مه ۱۸۹۶ (۴۷ سال، ۷ ماه و ۲۶ روز)      | پسر محمدشاه                                 |
|       | مظفرالدین‌شاه | ۱ مه ۱۸۹۶ – ۳ ژانویه ۱۹۰۷ (۱۰ سال، ۸ ماه و ۲ روز)        | پسر ناصرالدین‌شاه                            |
|       | محمدعلی‌شاه   | ۳ ژانویه ۱۹۰۷ – ۱۶ ژوئیه ۱۹۰۹ (۲ سال، ۶ ماه و ۱۳ روز)    | پسر مظفرالدین‌شاه                            |
|       | احمدشاه      | ۱۶ ژوئیه ۱۹۰۹ – ۱۵ دسامبر ۱۹۲۵ (۱۶ سال، ۴ ماه و ۲۹ روز)  | پسر محمدعلی‌شاه                              |

### ایران پهلوی (۱۹۲۵–۱۹۷۹)

نقشه ایران پهلوی

در اواخر دورهٔ قاجار، ایران به‌طور فزاینده‌ای درگیر ناآرامی‌های سیاسی بر سر میزان قدرت شاه، و نیز دیگر رویدادهایی بود که به جنبش مشروطه ایران (۱۹۰۵–۱۹۱۱) منجر شد. در سال ۱۹۲۳، نظامی رضاخان به سرعت مدارج ترقی را پیمود و به نخست‌وزیری رسید. رضا در سال ۱۹۲۵ احمدشاه را از پادشاهی خلع کرد و از سوی مجلس شورای ملی ابتدا به عنوان نایب‌السلطنه و سپس به‌عنوان شاه جدید معرفی شد. رضا نام خانوادگی پهلوی را به اقتباس از نام خط باستانی ایران برگزید.
فرمانروایان پهلوی خود را شاهنشاه ایران نامیدند. تهران در زمان حکومت پهلوی همچنان پایتخت ایران بود.
| پرتره | نام        | سلطنت                                                    | جانشینی        |
| ----- | ---------- | -------------------------------------------------------- | -------------- |
|       | رضاشاه     | ۱۵ دسامبر ۱۹۲۵ – ۱۶ سپتامبر ۱۹۴۱ (۱۵ سال، ۹ ماه و ۱ روز) | نخست‌وزیر پیشین |
|       | محمدرضاشاه | ۱۶ سپتامبر ۱۹۴۱ – ۱۱ فوریه ۱۹۷۹ (۳۷ سال، ۴ ماه و ۲۶ روز) | پسر رضاشاه     |

#### مدعیان بعدی
| پرتره | نام                      | سلطنت                                                 | جانشینی |
| ----- | ------------------------ | ----------------------------------------------------- | --- |
|       | محمدرضا پهلوی            | ۱۱ فوریه ۱۹۷۹ – ۲۷ ژوئیه ۱۹۸۰ (۱ سال، ۵ ماه و ۱۶ روز) | شاه ایران ۱۹۴۱–۱۹۷۹. در تبعید در مصر درگذشت. |
|       | فرح پهلوی                | ۲۷ ژوئیه ۱۹۸۰ – ۳۱ اکتبر ۱۹۸۰ (۳ ماه و ۴ روز)         | به‌عنوان نایب‌السلطنه |
|       | رضا پهلوی («رضاشاه دوم») | ۳۱ اکتبر ۱۹۸۰ – اکنون (۴۴ سال، ۹ ماه و ۱۶ روز)        | پسر محمدرضاشاه. در اکتبر ۱۹۸۰ با نام «رضاشاه دوم» خود را شاه ایران اعلام کرد. حمایت خود را از دموکراسی اعلام کرده اما از تاج‌وتخت چشم‌پوشی نکرده است. |